# Палаццо Альтемпс
Палаццо Альтемпс (італ. Palazzo Altemps) — резиденція з приватним театром, капелою та вежею-бельведером на північ від Пьяцца Навона в Римі.

## Історія
Палац побудований у 1480 для Джироламо Ріаріо, непота Сікста IV. Після смерті Сікста IV палац сплюндровано та він залишався таким ще довгий час.
На початку XVI століття тут поселився кардинал Франческо Содеріні.
У 1568 тут поселяється австрійський кардинал Маркус Сіттікус Альтемпс. Будинок ґрунтовно переробляють по проекту Мартіно Лонгі. Його син Оноріо Лонґі зробив проект фасаду будівлі.
У 1725-1732 у палаці проживав кардинал Мельхіор де Поліньяк.
У XIX столітті у палаці перебуває Accademia Nazionale dei Lincei, аж доки в нього не переселяється іспанська семінарія, заснована папою Левом XIII.
У палаццо вціліли деякі кімнати будинку Джироламо Ріаріо, який для нього збудував Мелоццо да Форлі. В одній з кімнат є ще ціла фреска, що зображає одруження Ріаріо з Катериною Сфорца.

## Музей
У 1982 палац переходить у власність міністерства культури Італії. Після ґрунтовної реставрації з 1997 р. це одна з основних будівель Національного музею Риму, де містяться колекції античної скульптури сімейств Людовізі, Бонкомпаньї та Маттеї (включаючи такі шедеври, як «Арес Людовізі» та «Самогубство галла»).

## Галерея

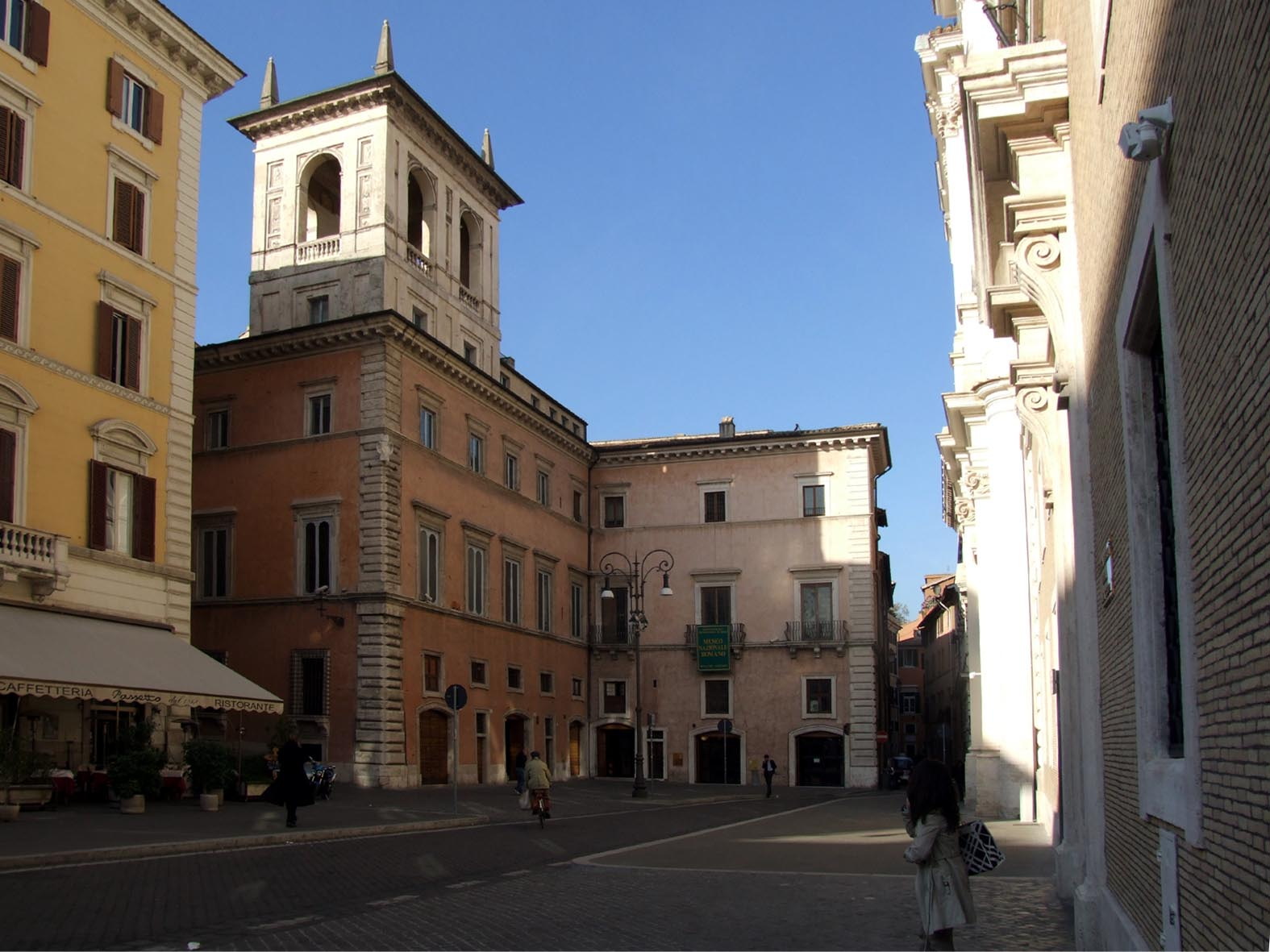
Палаццо Альтемпс
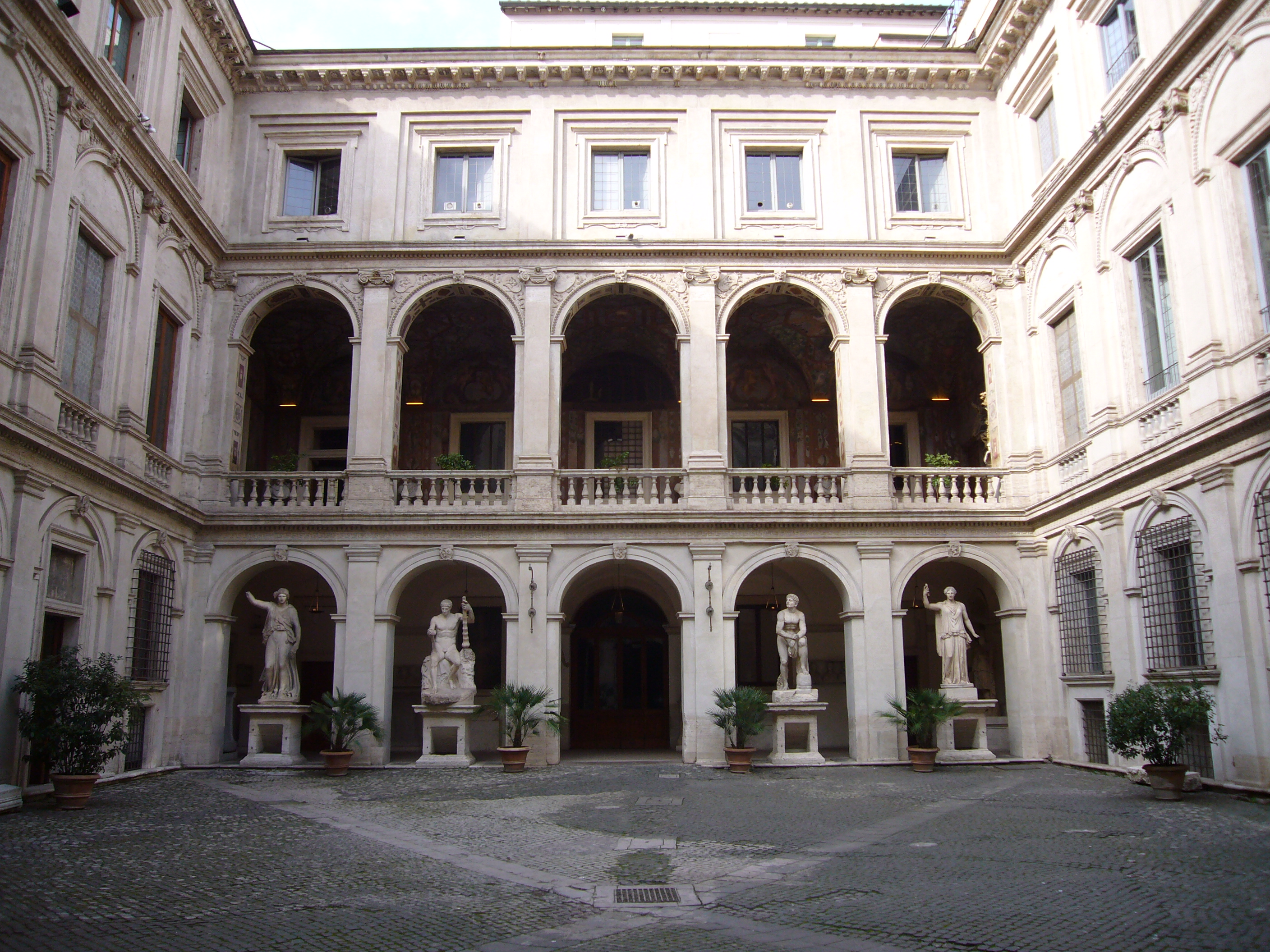
Внутрішній двір музею
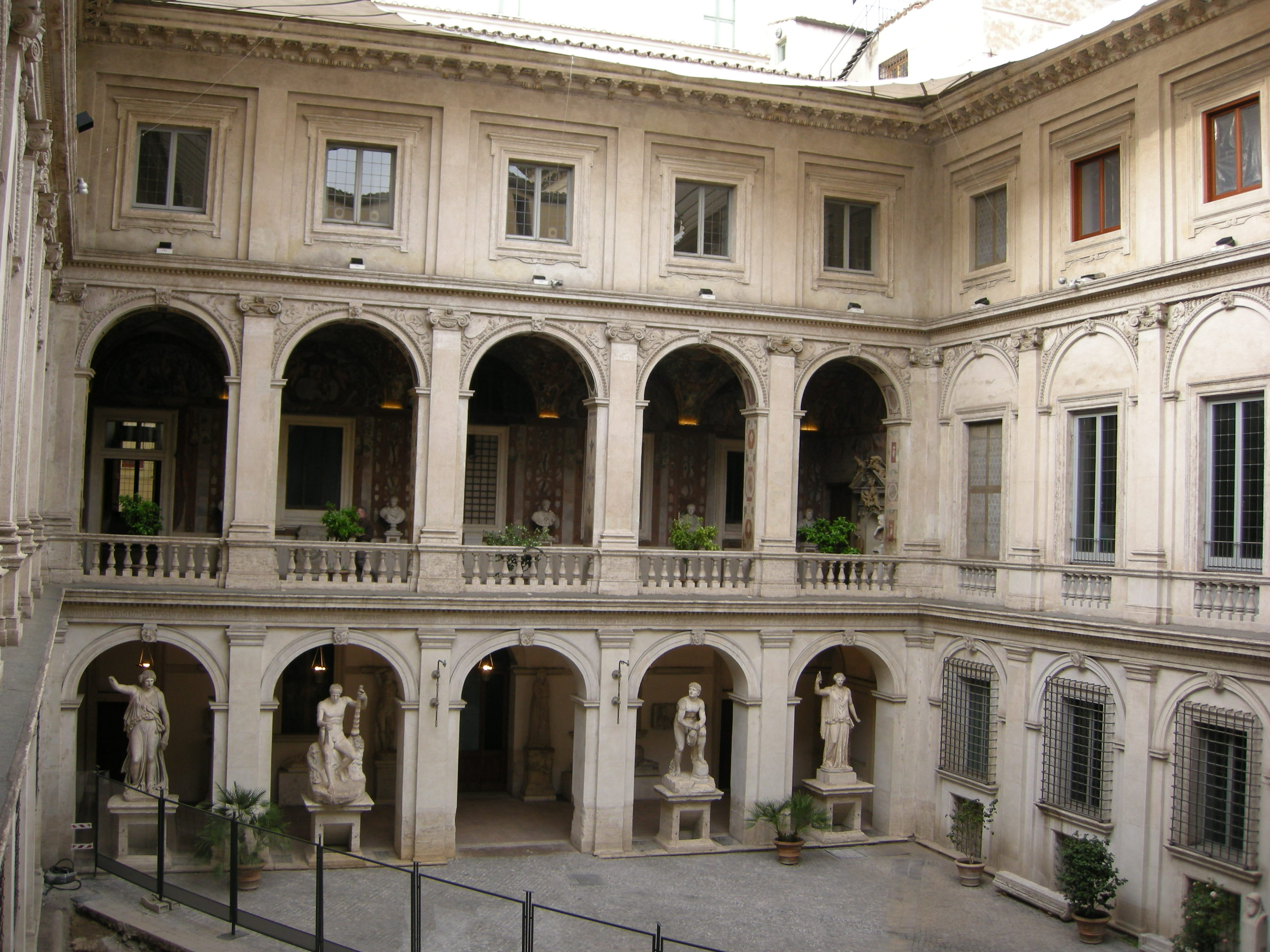
Внутрішній двір
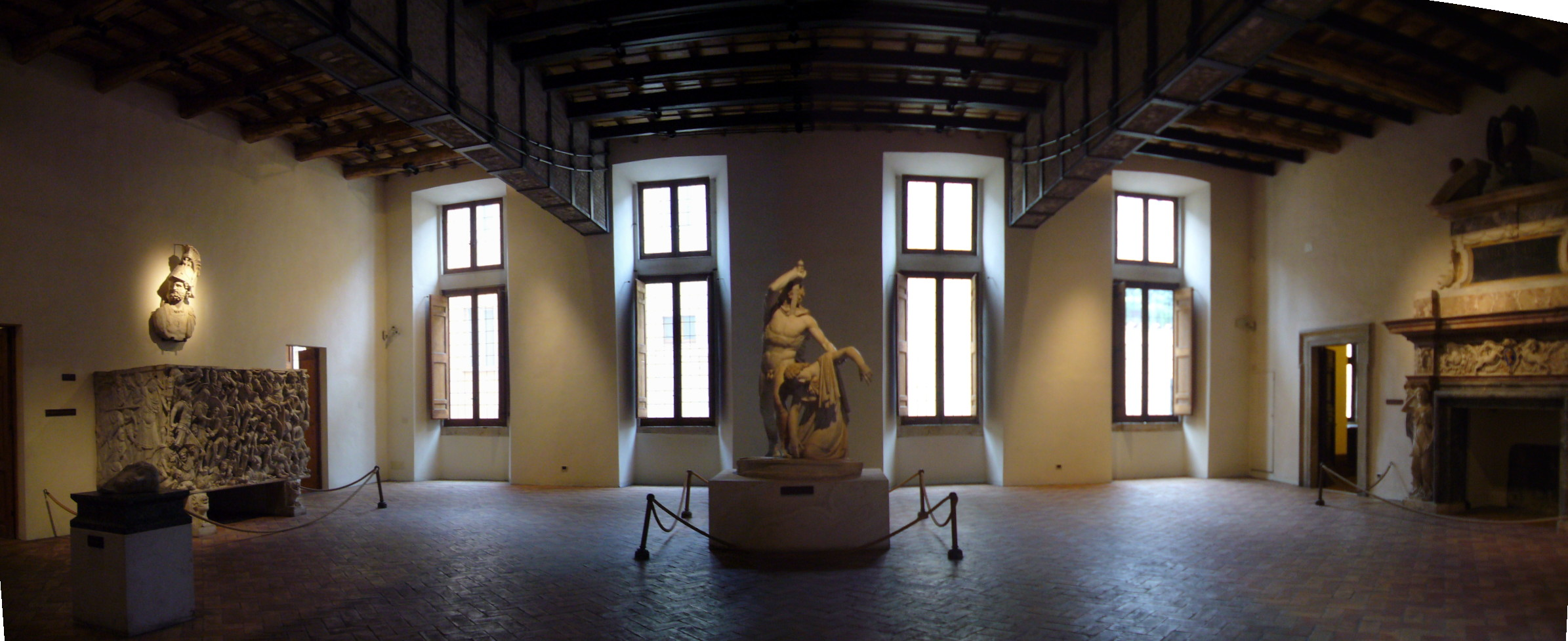
Зал із скульптурною групою «Самогубство галла»
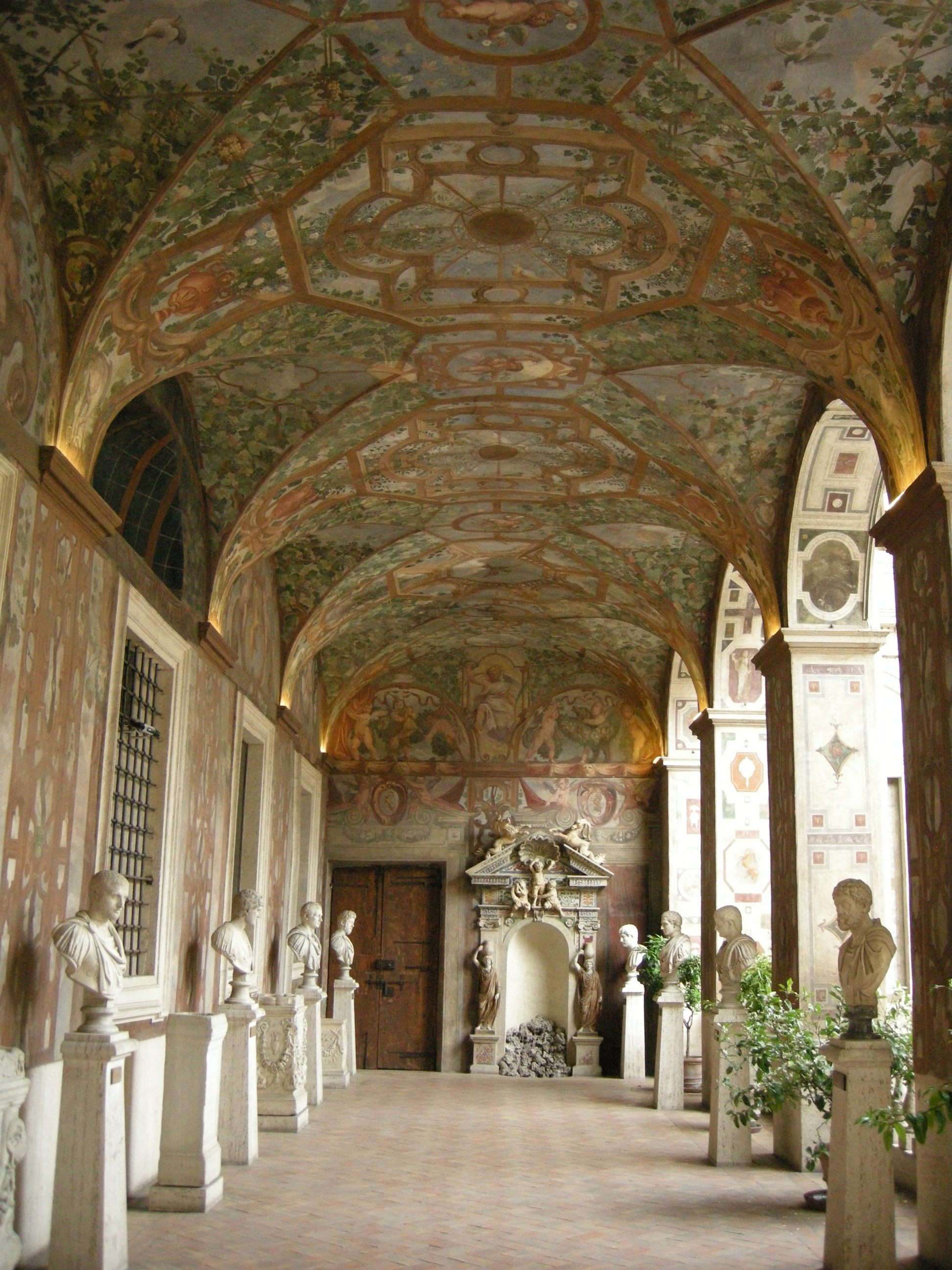
Галерея
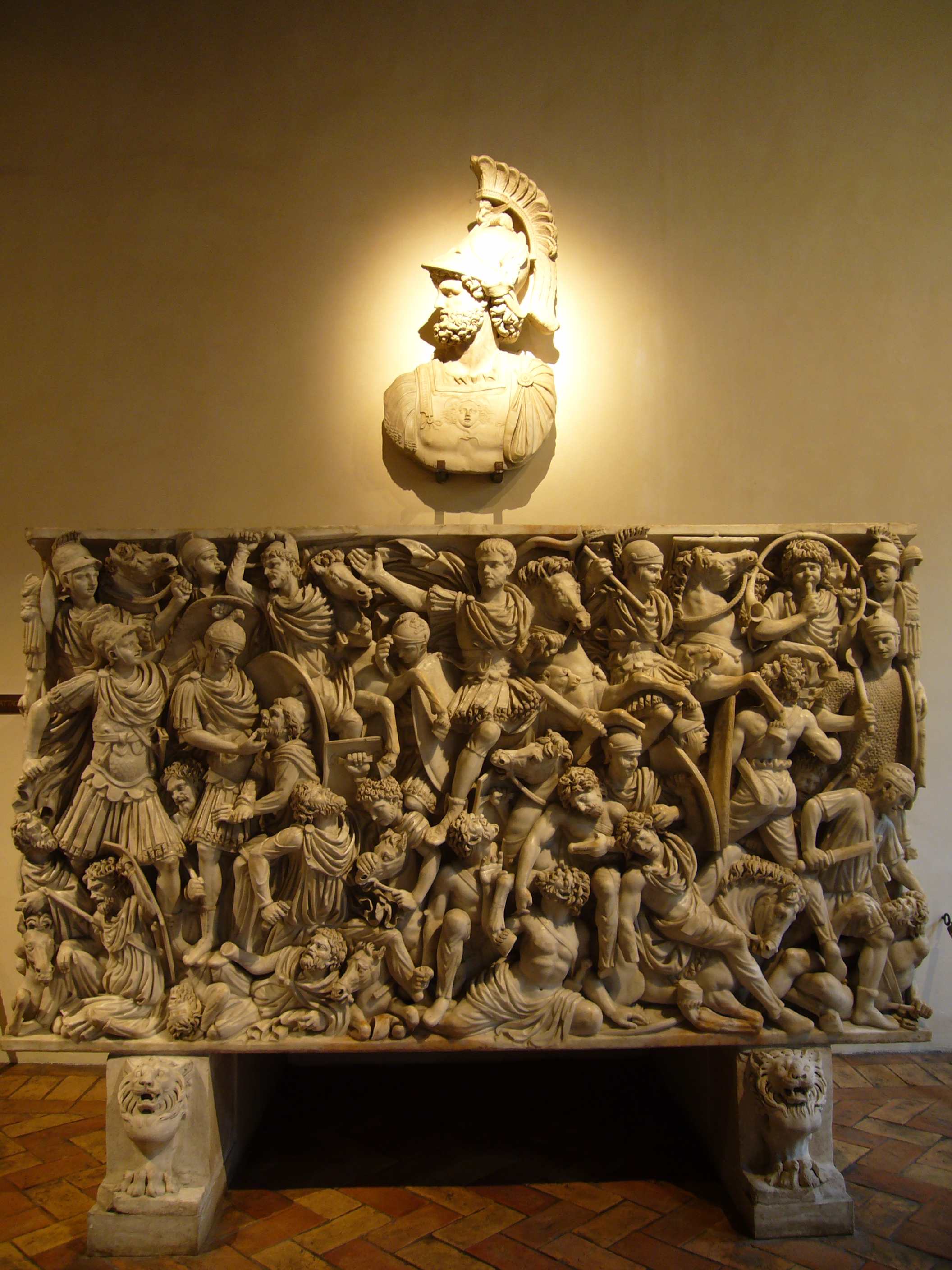
Марс і великий саркофаг Людовізі
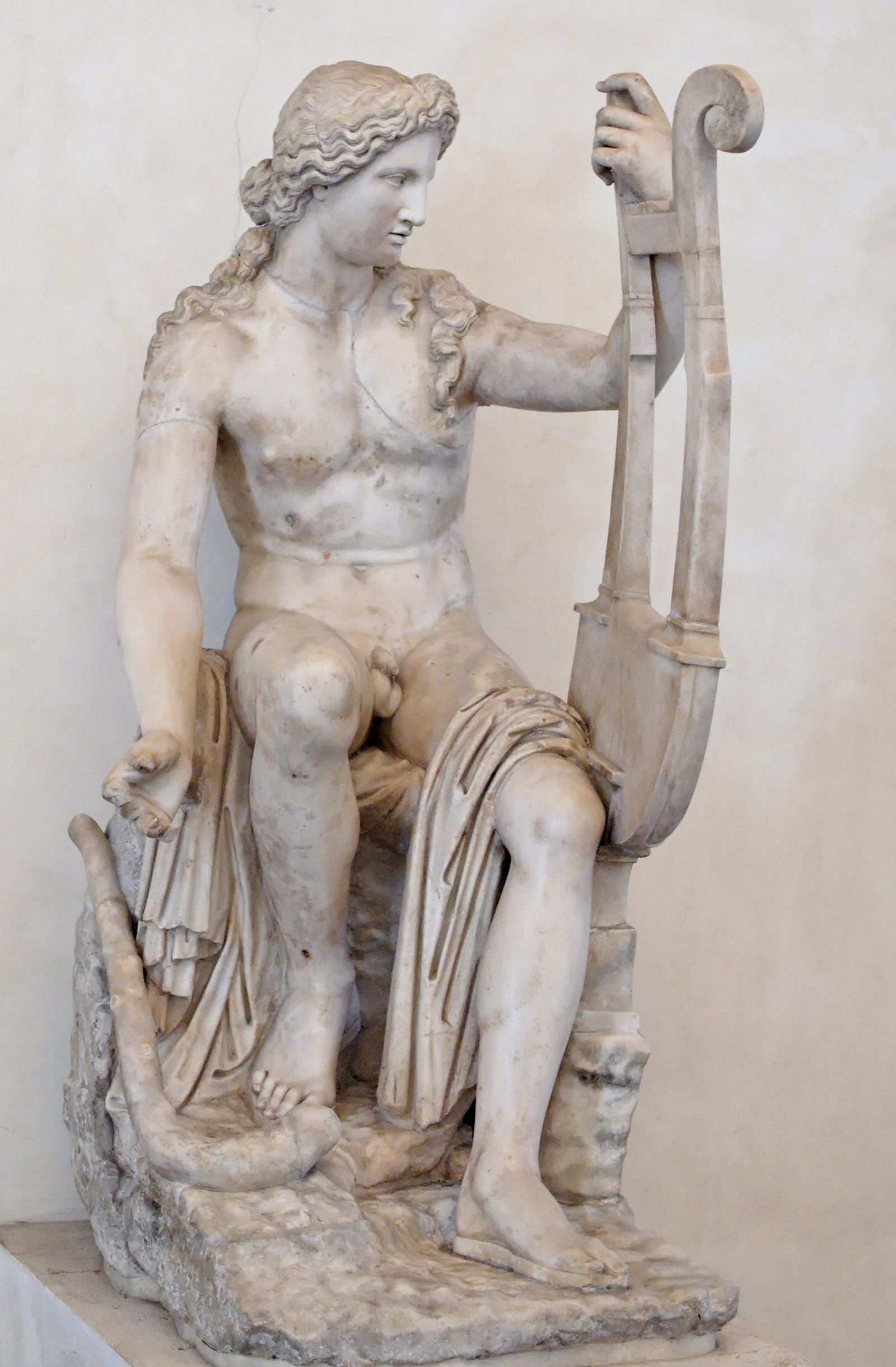
Apollo Kitharoidos
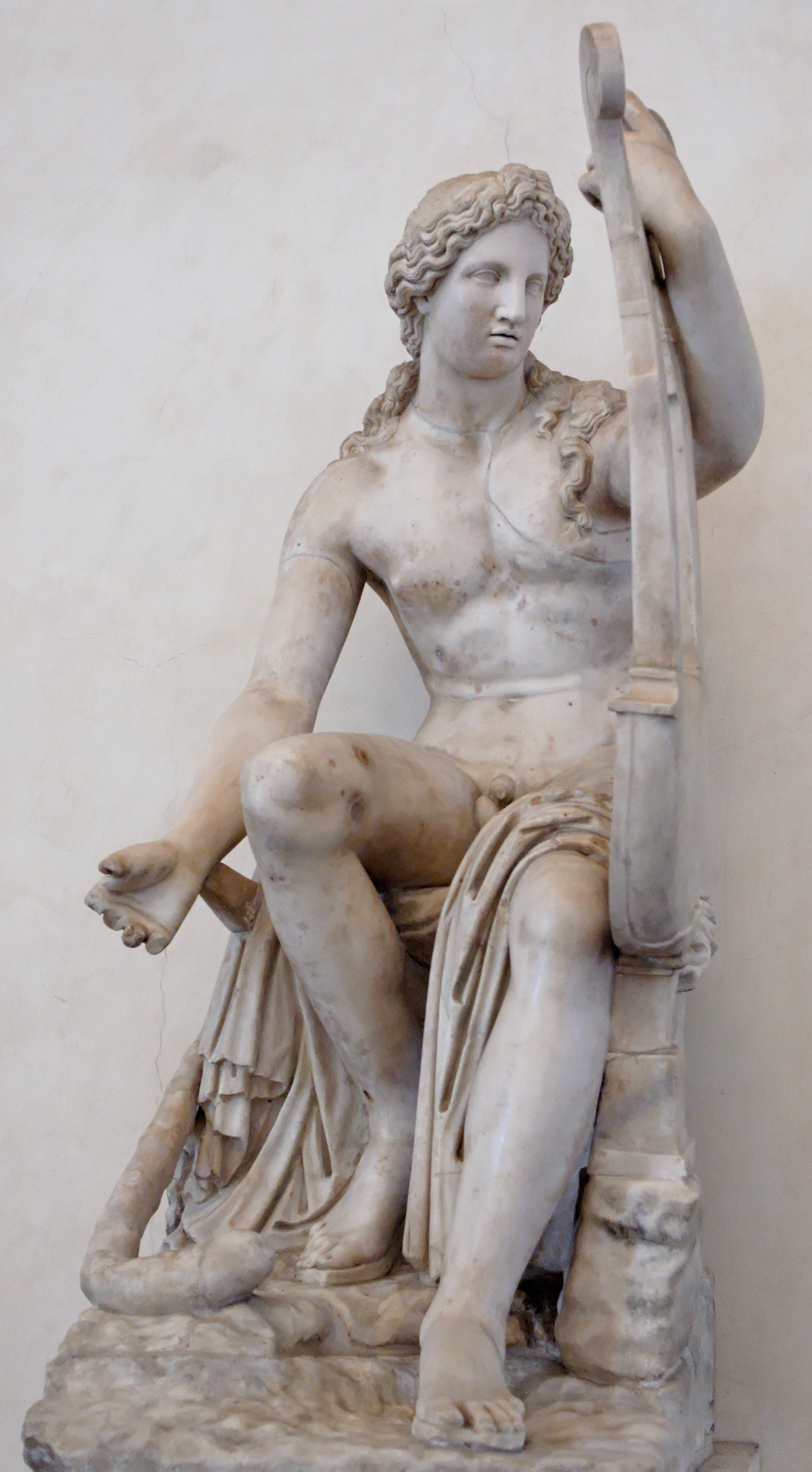
Apollo Kitharoidos
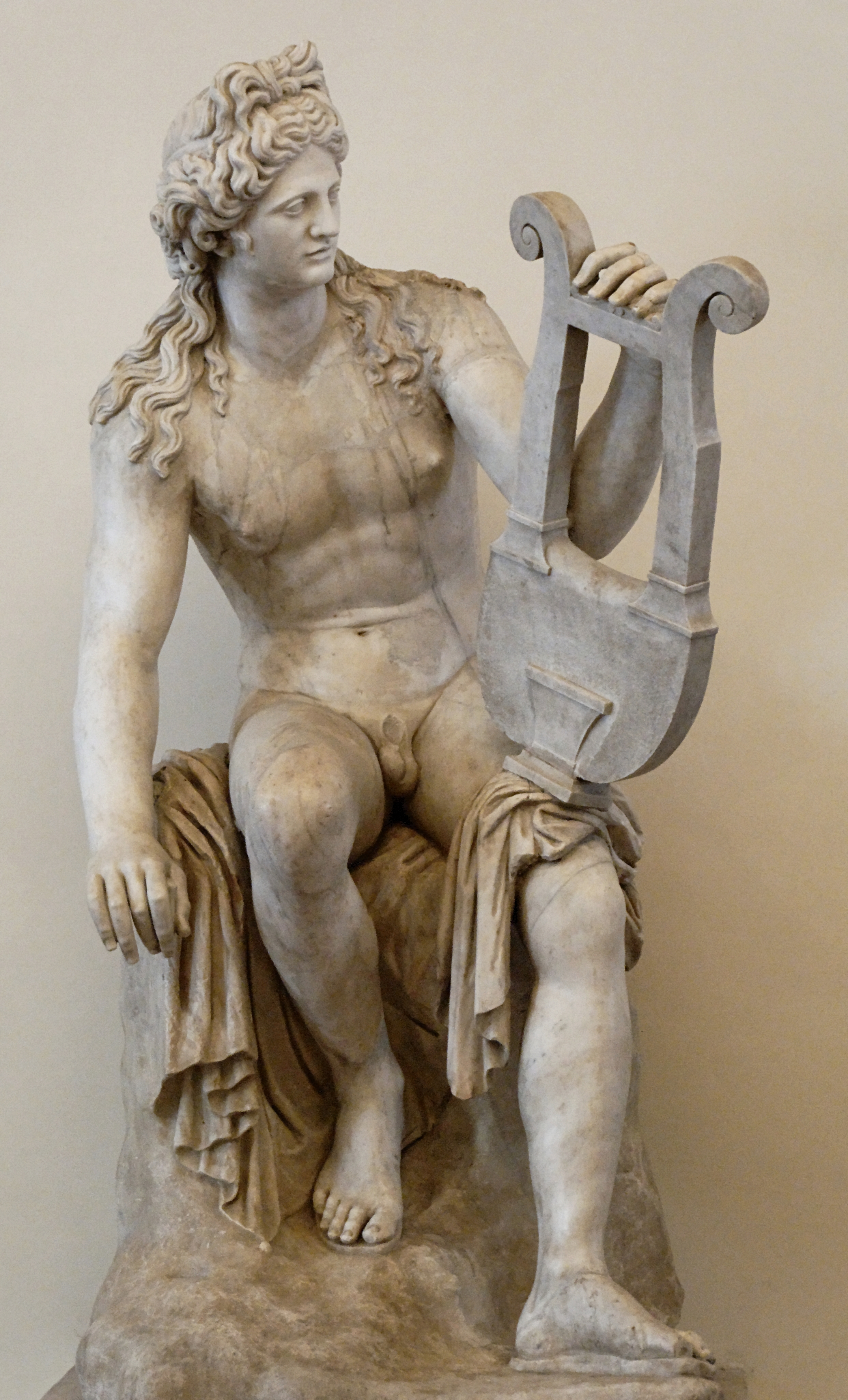
Apollo Kitharoidos
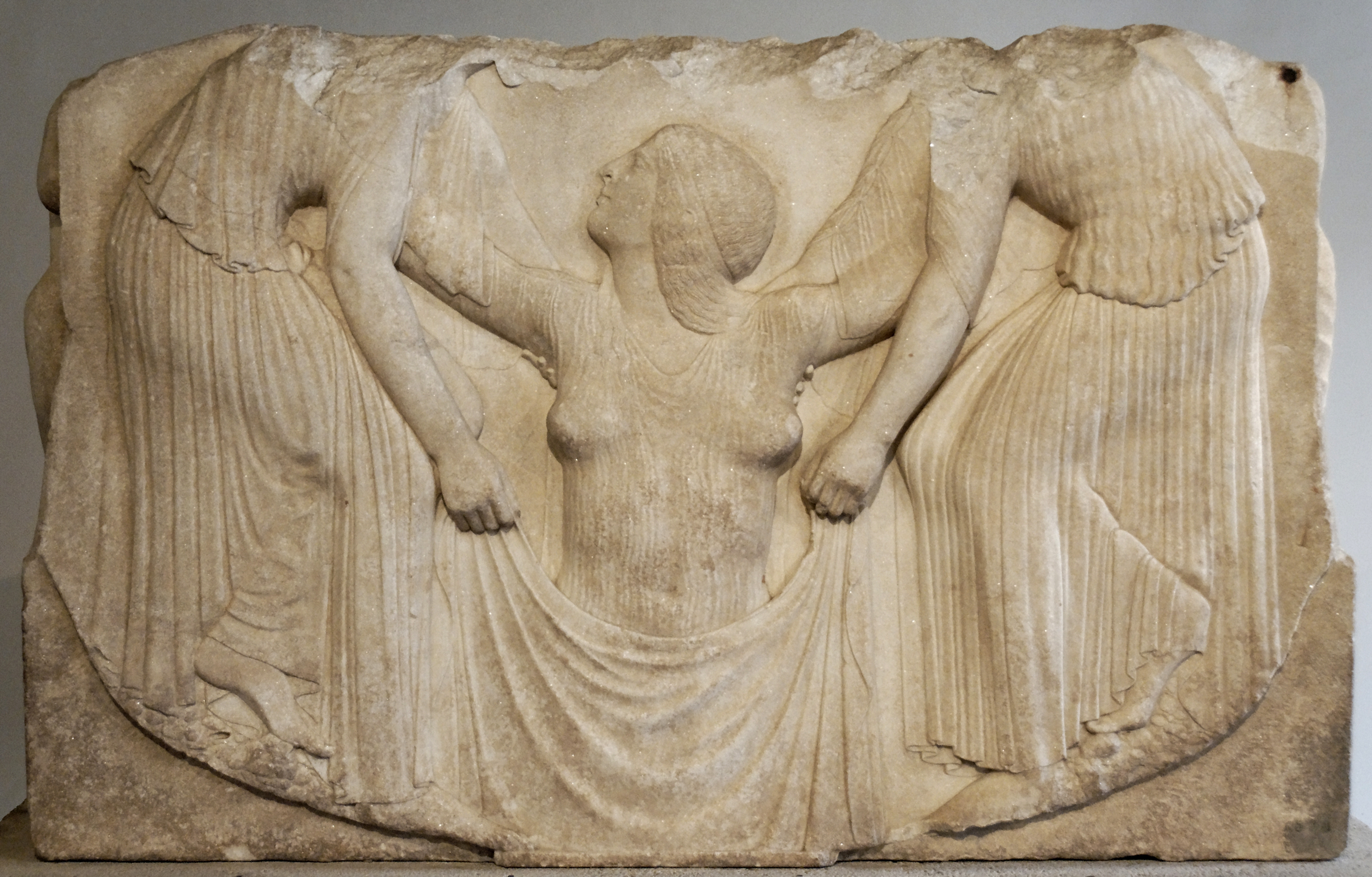
Трон Людовізі
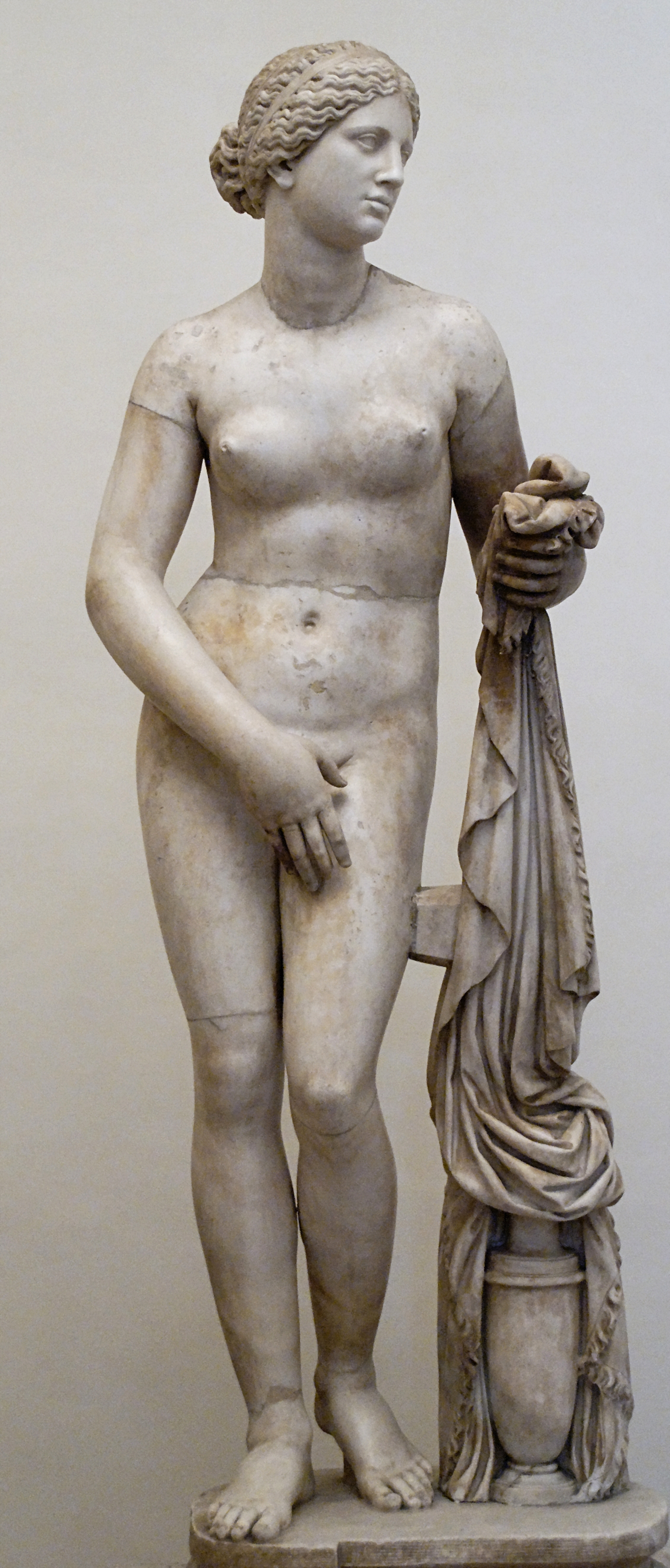
Afrodite di Cnido
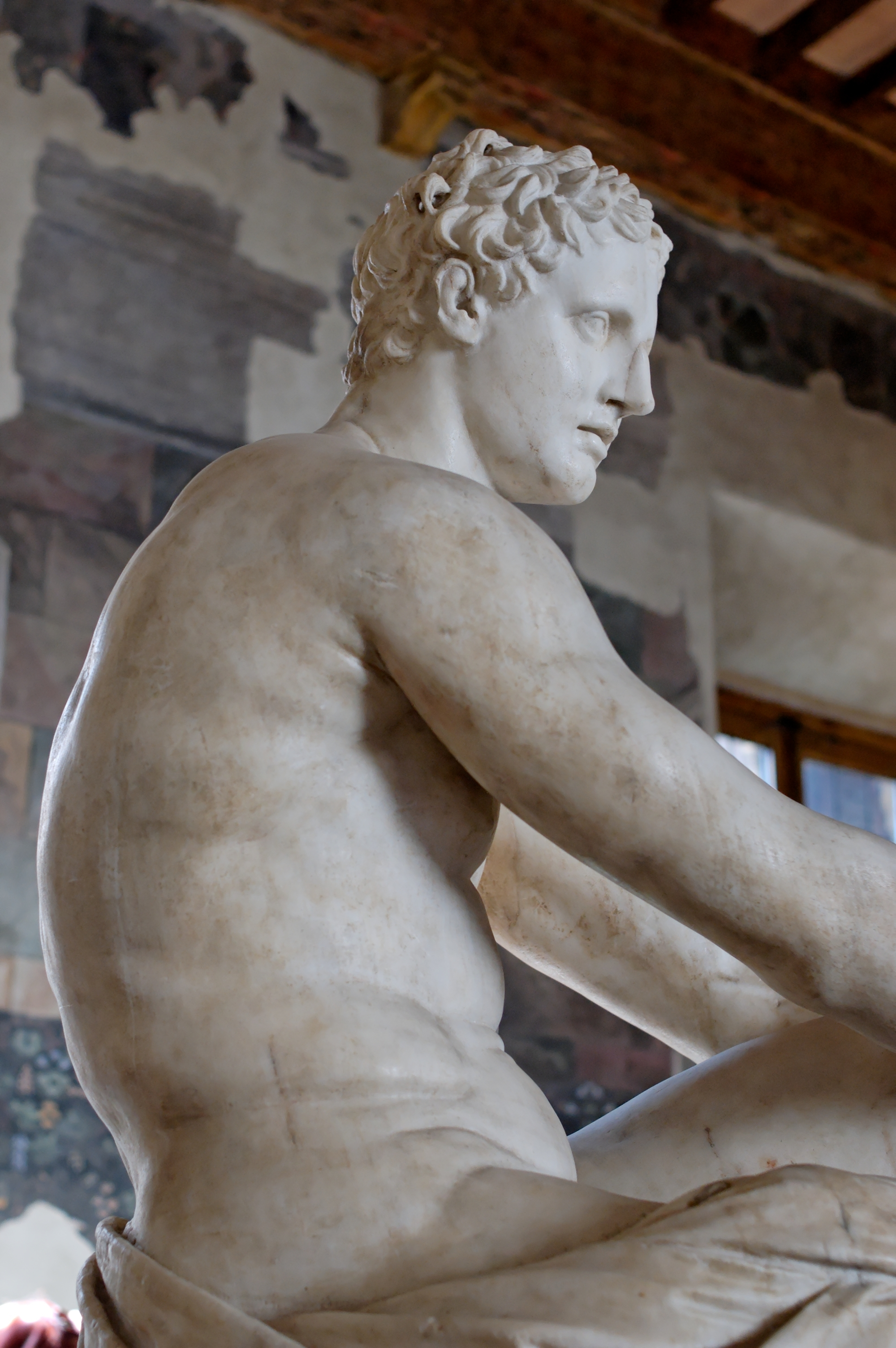
Арес Людовізі
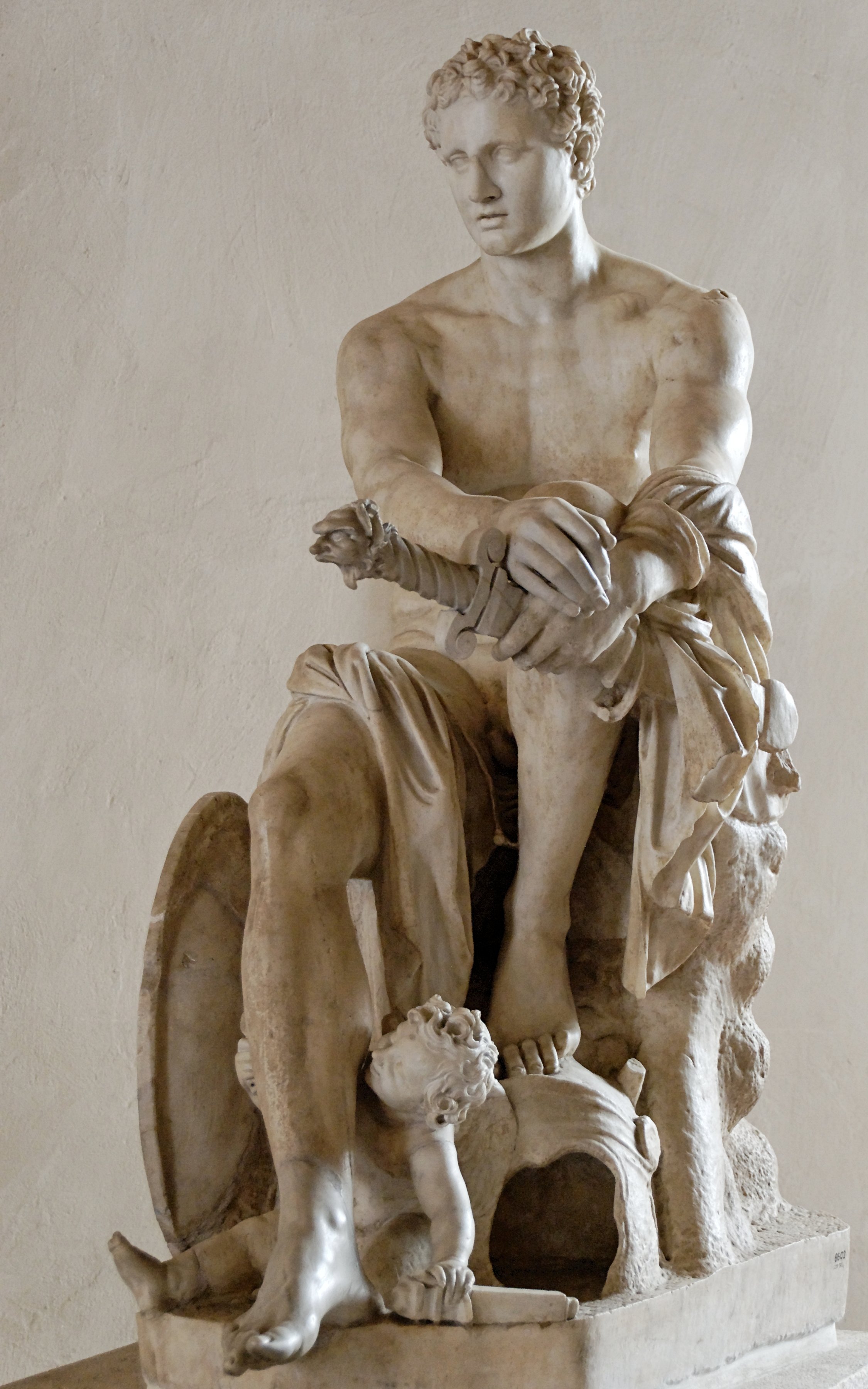
Арес Людовізі
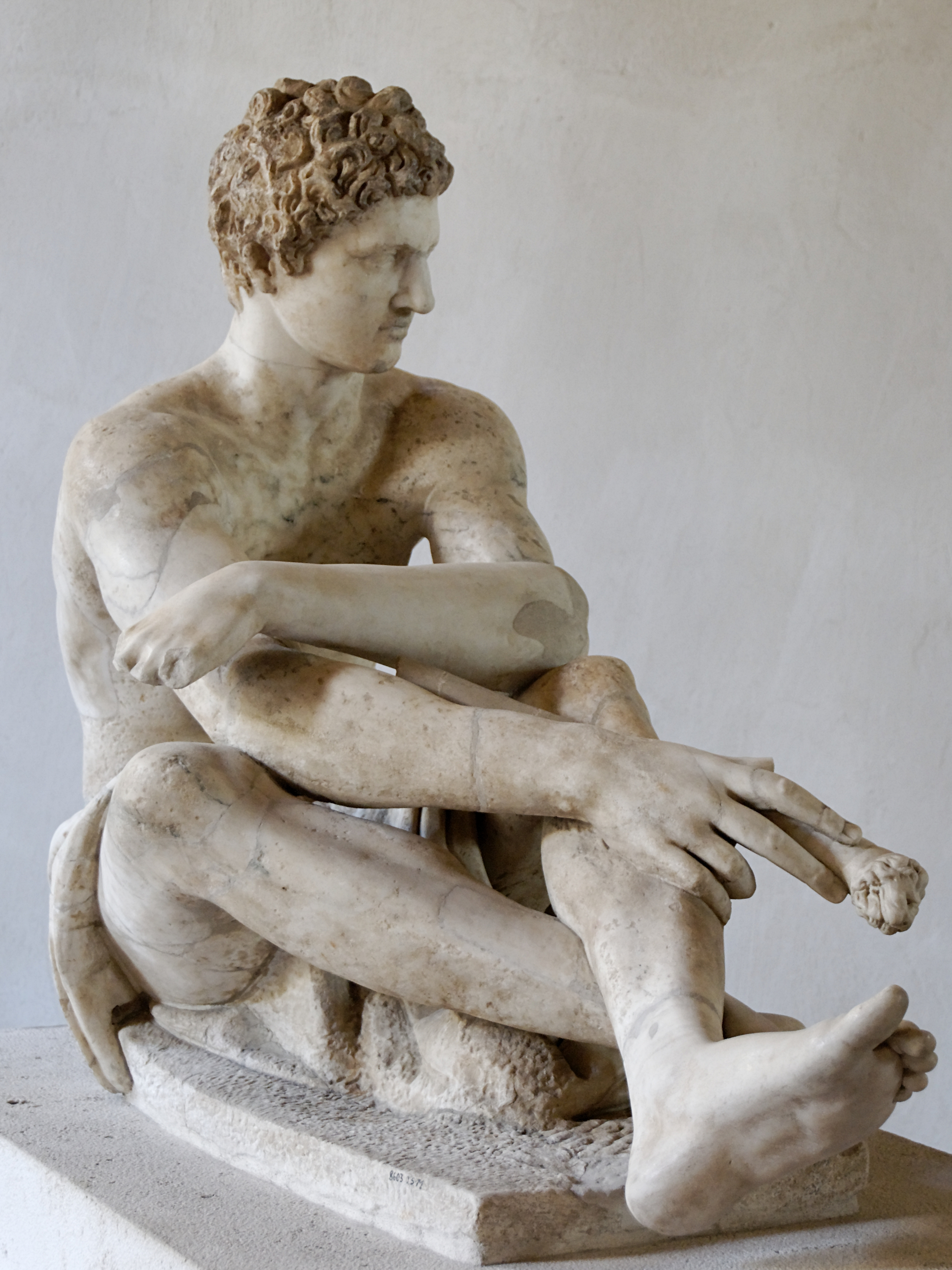
Guerriero seduto
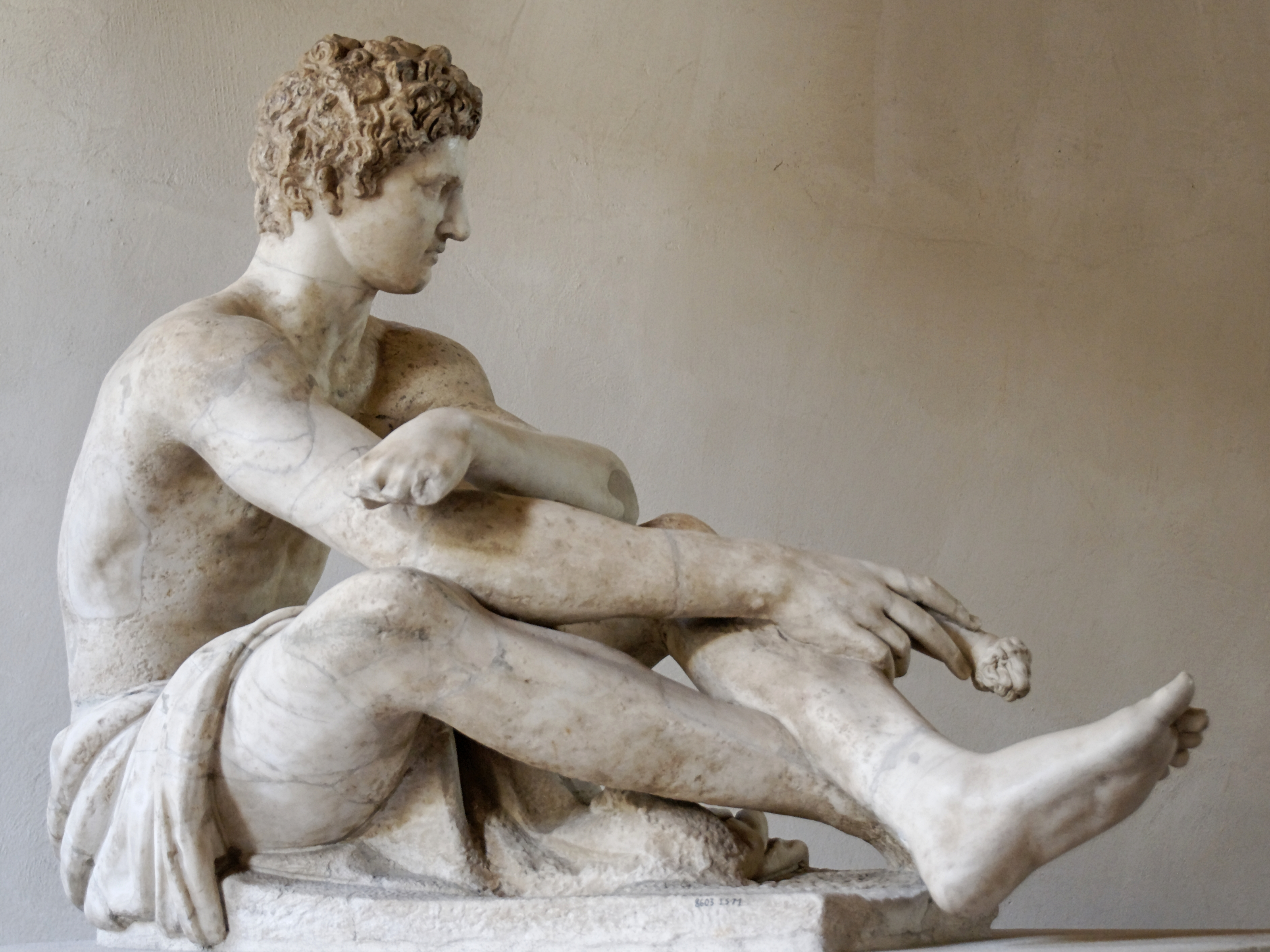
Guerriero seduto
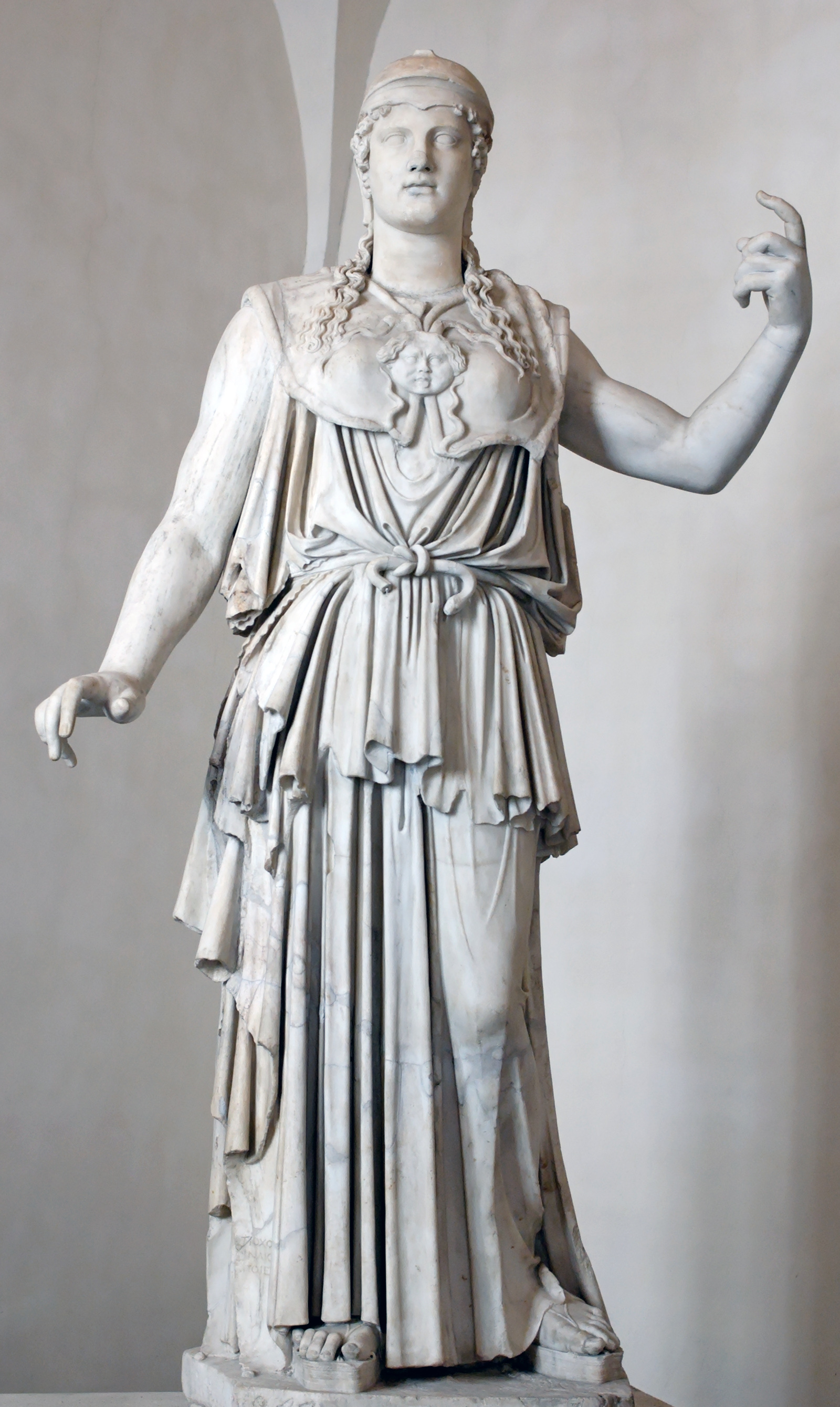
Atena Partenos
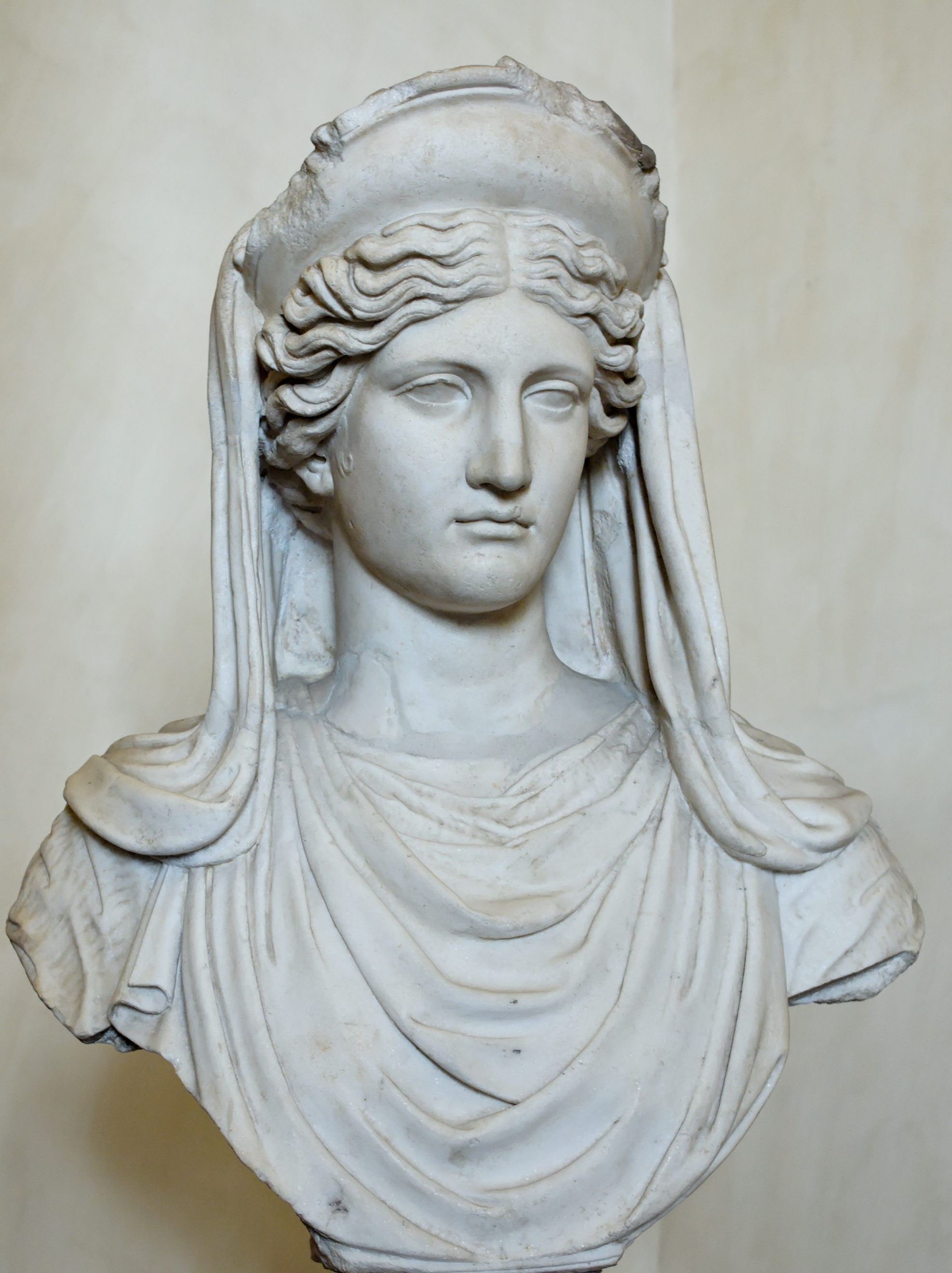
Деметра
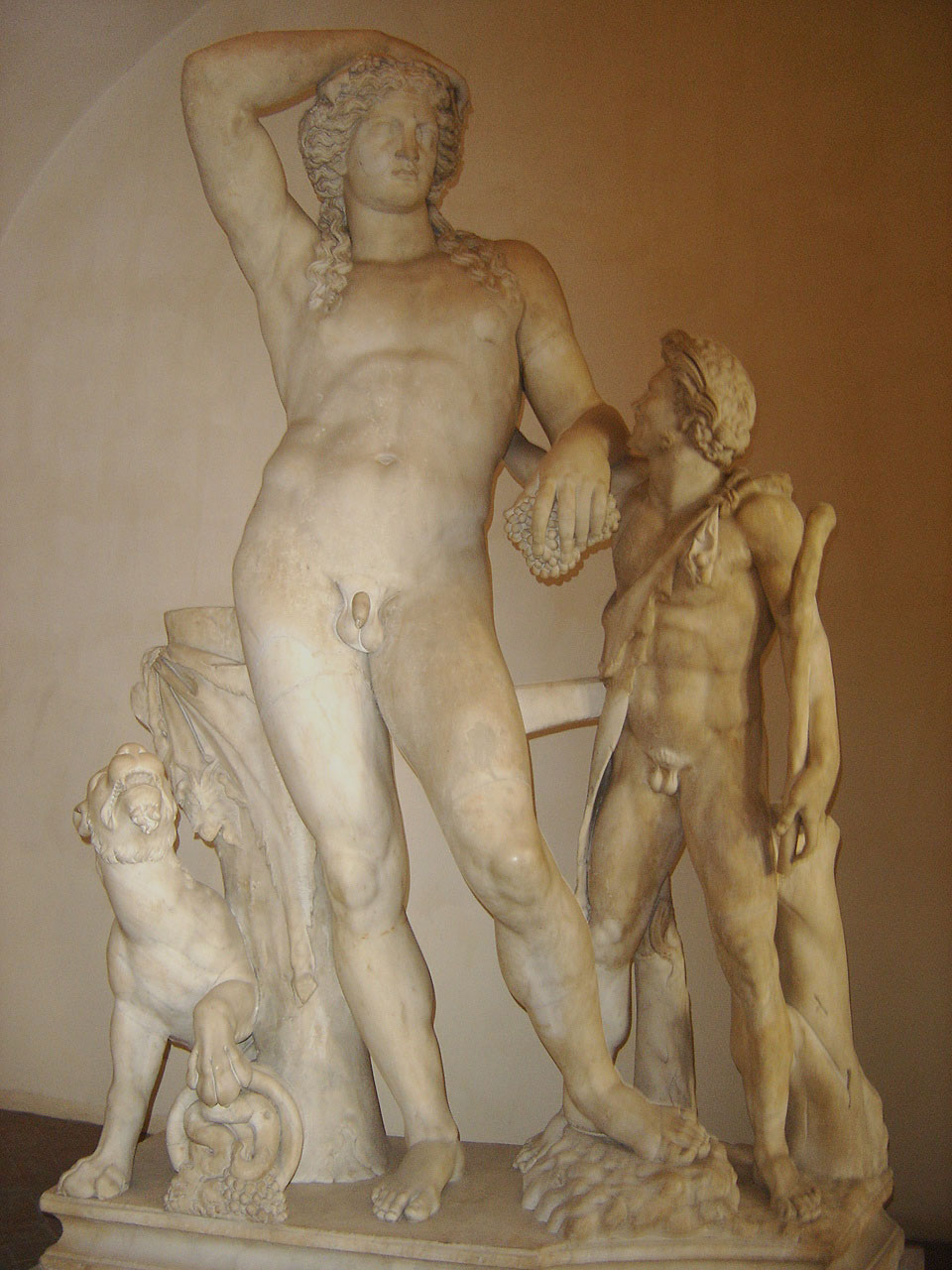
Діоніс
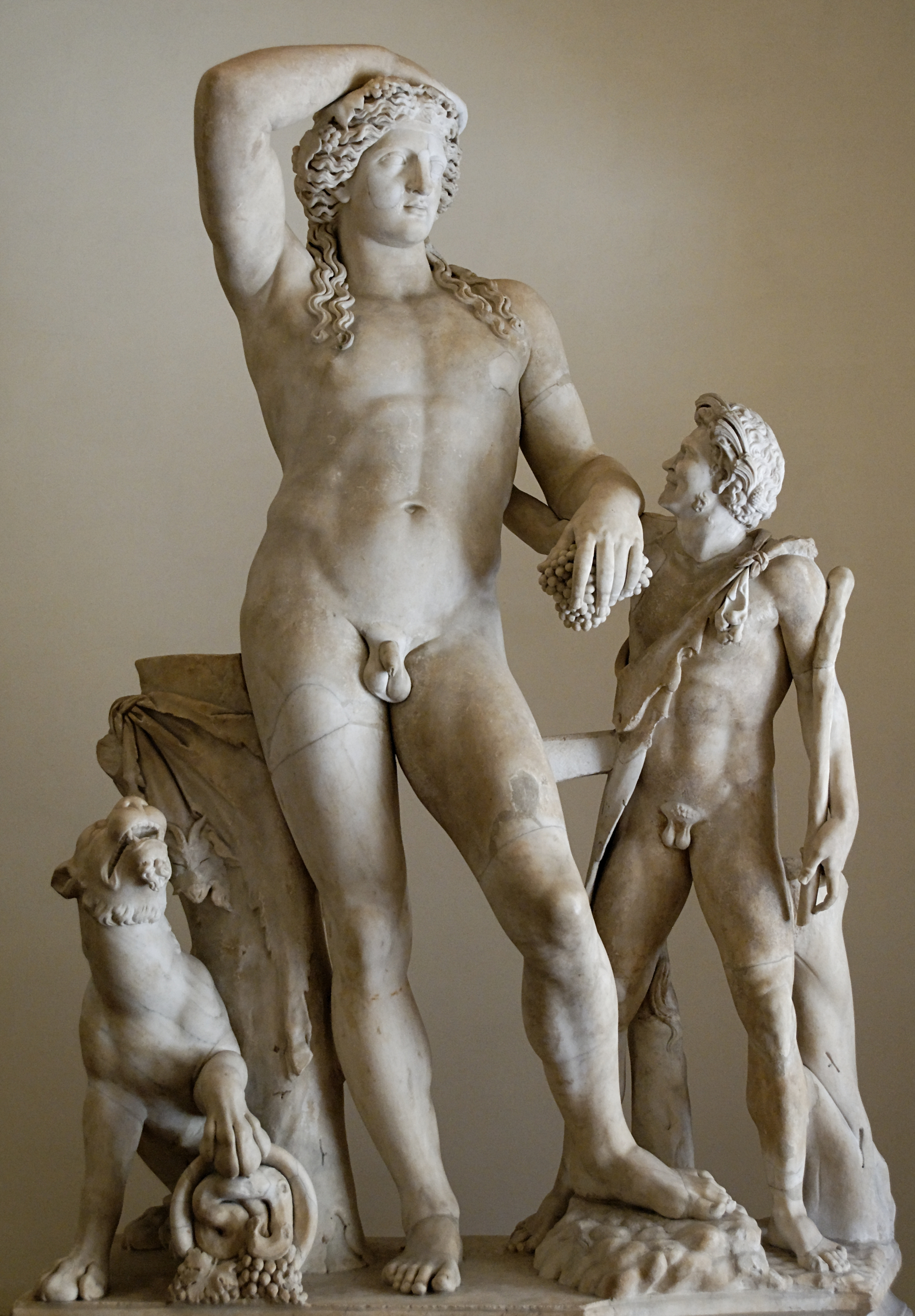
Діоніс Людовізі
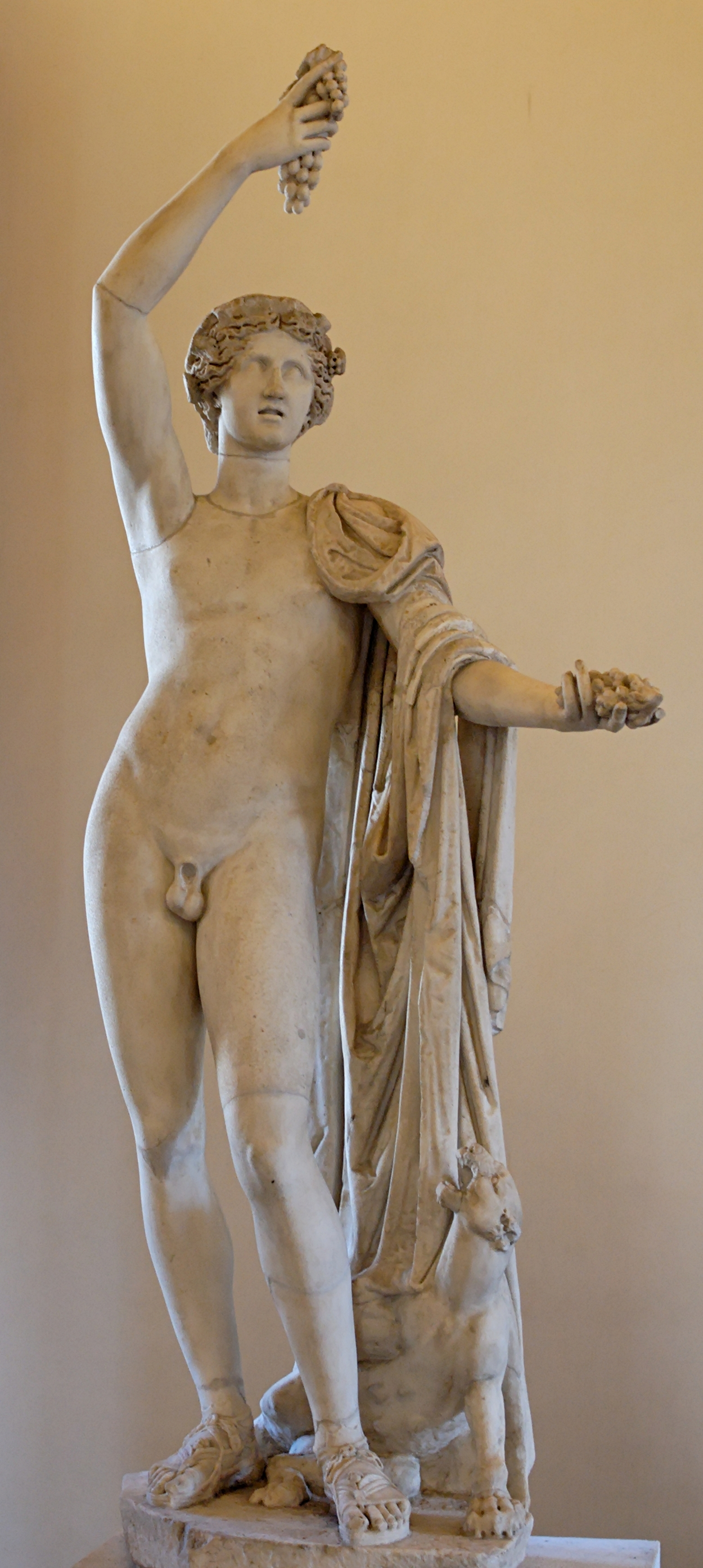
Діоніс
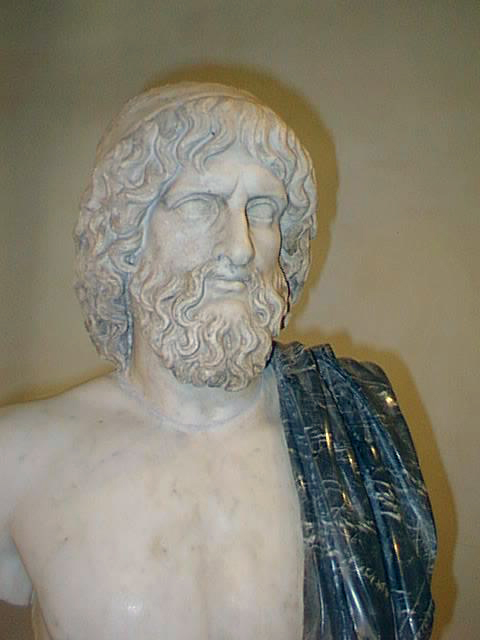
Ade
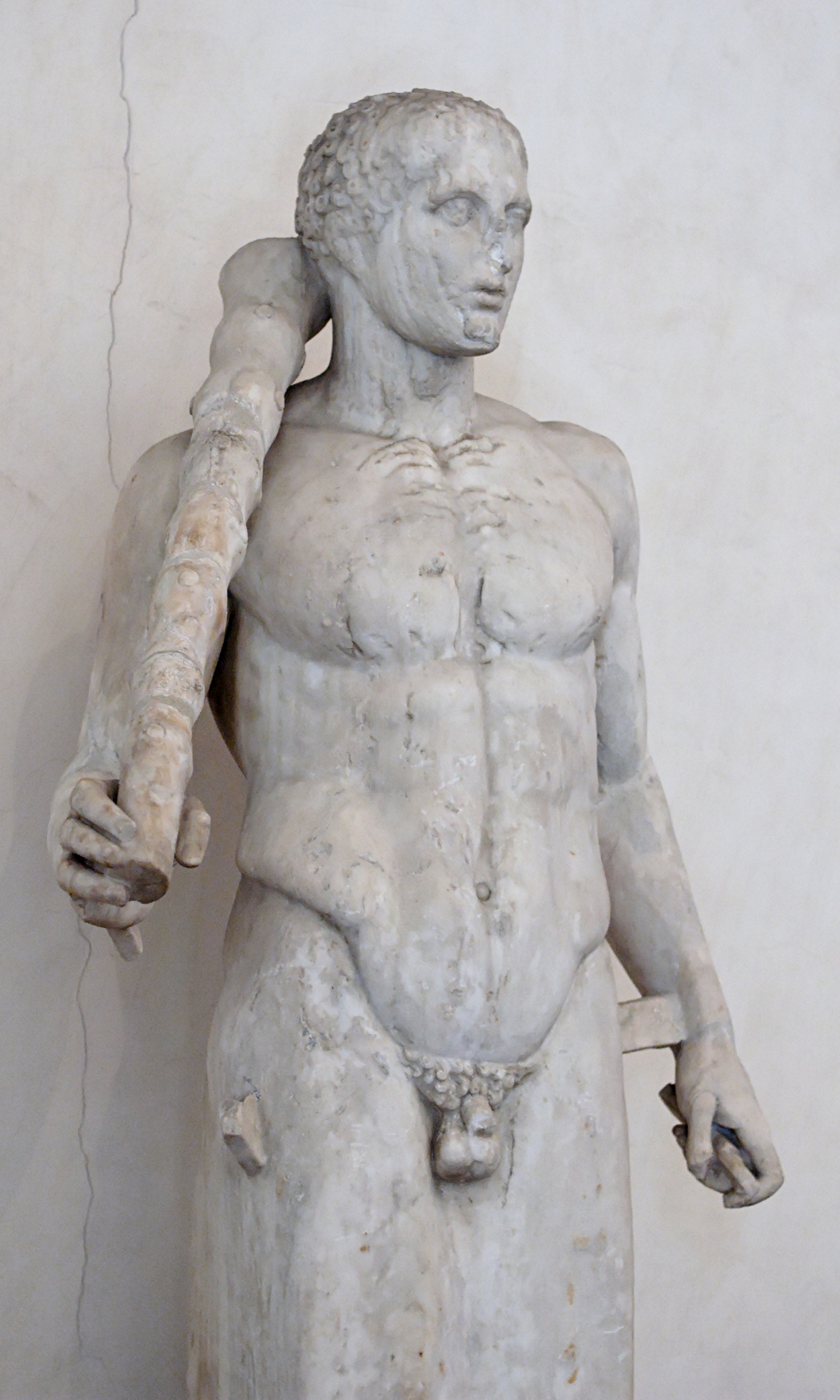
Геракл
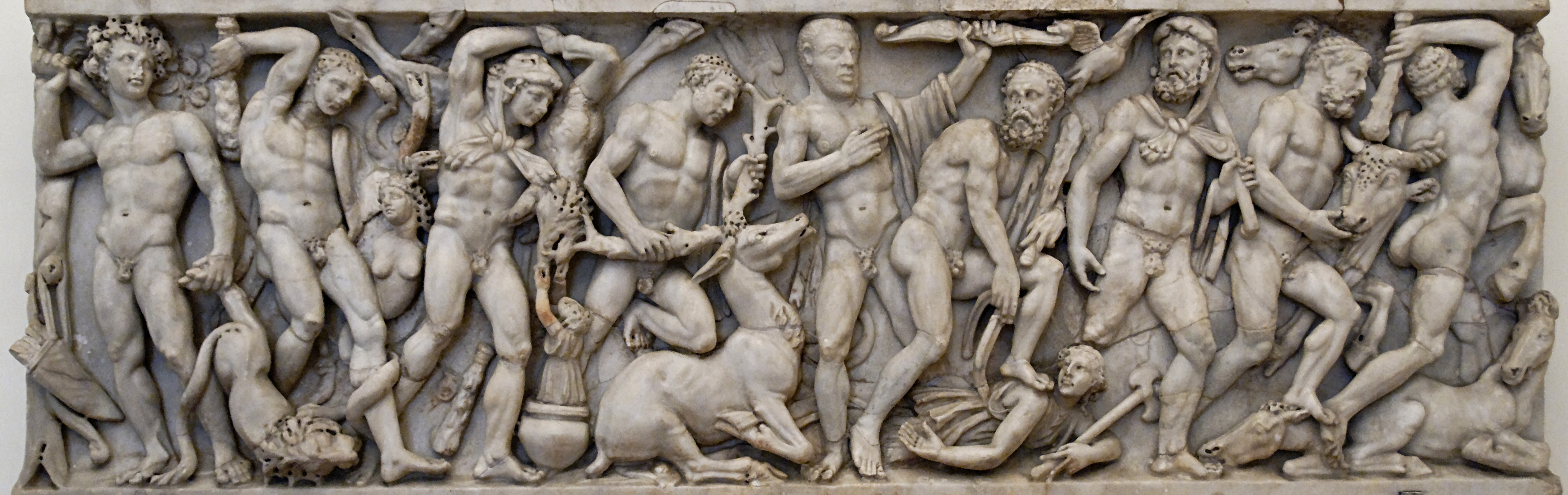
Дванадцять подвигів Геракла
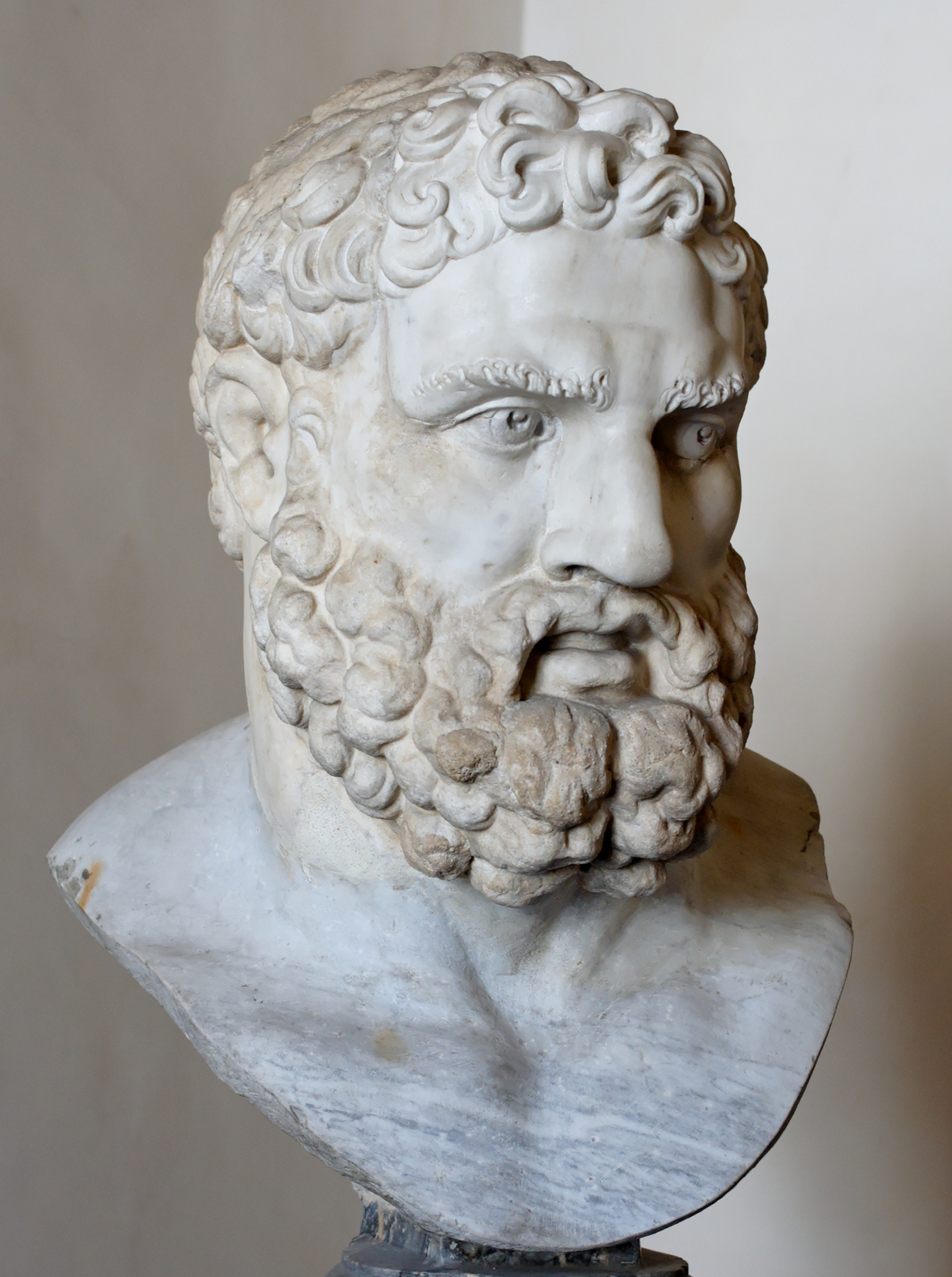
Геракл Фарнезе
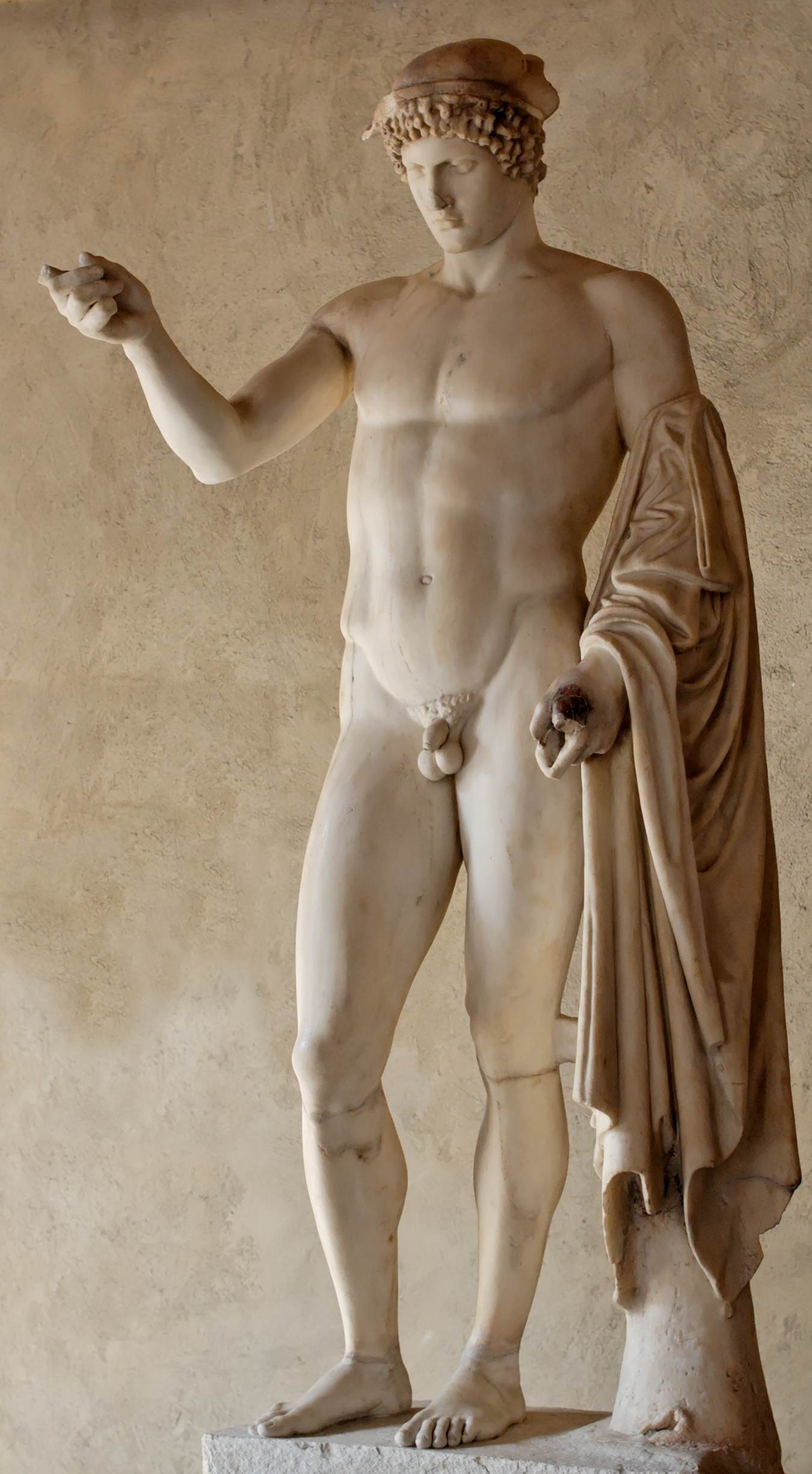
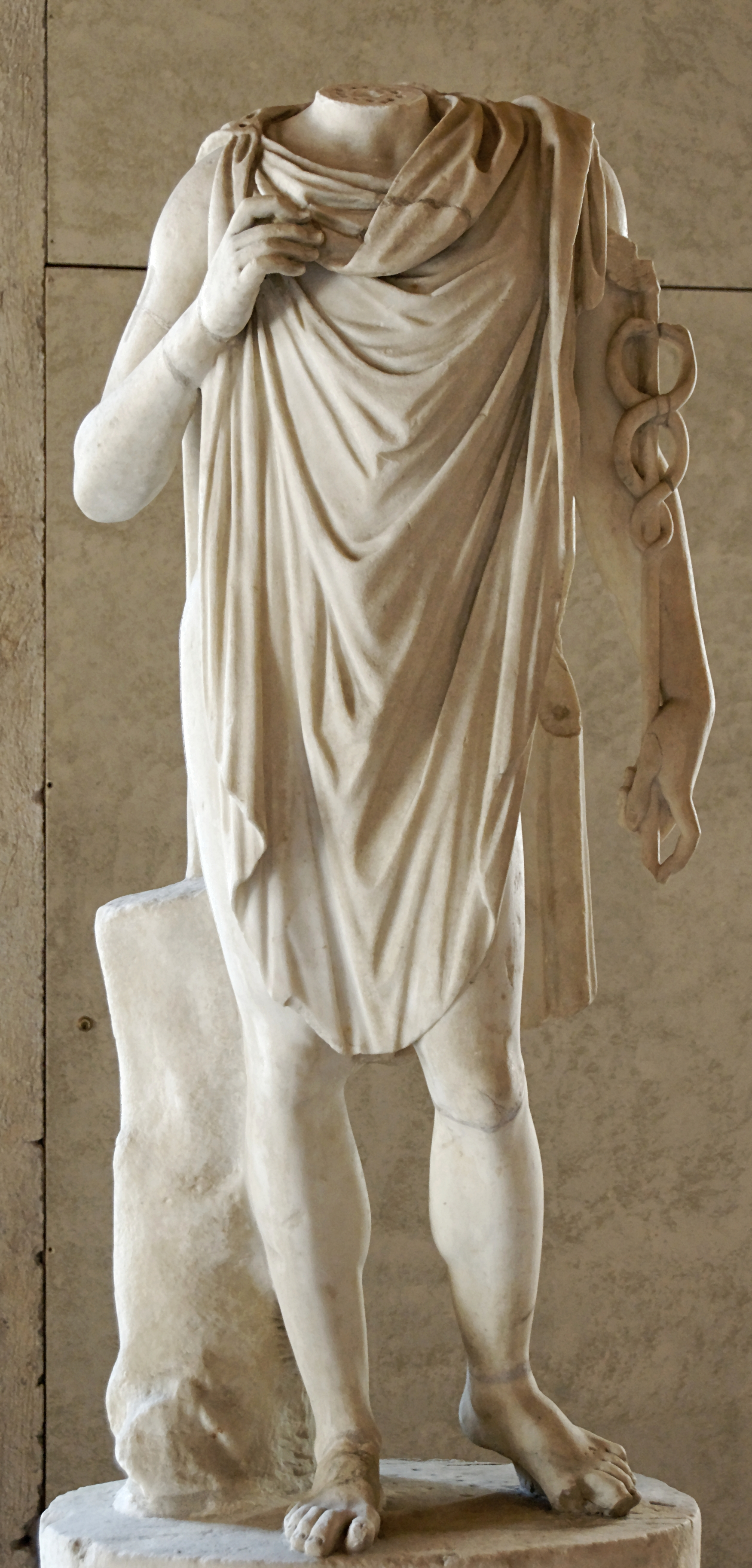
Гермес
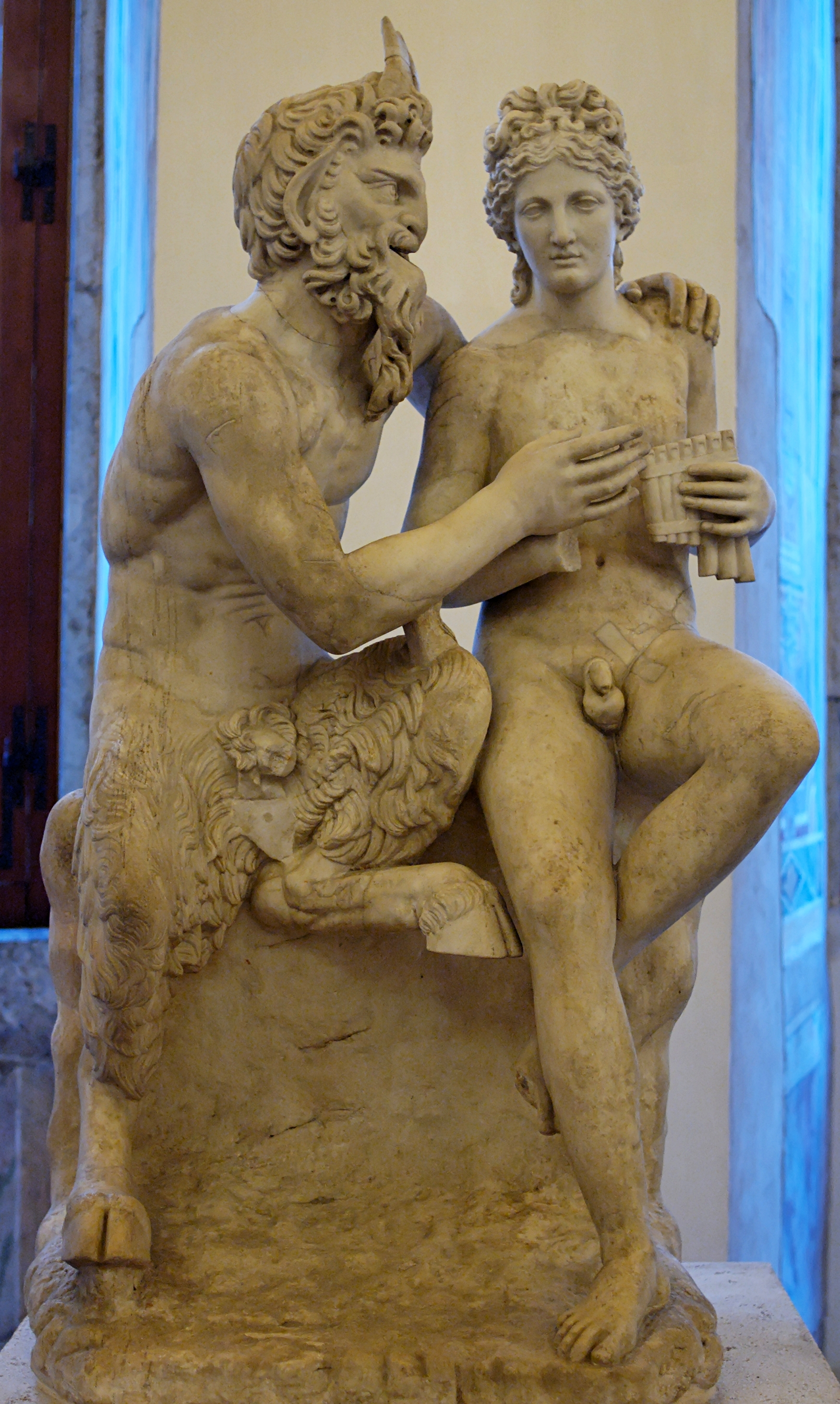
Пан і Дафніс
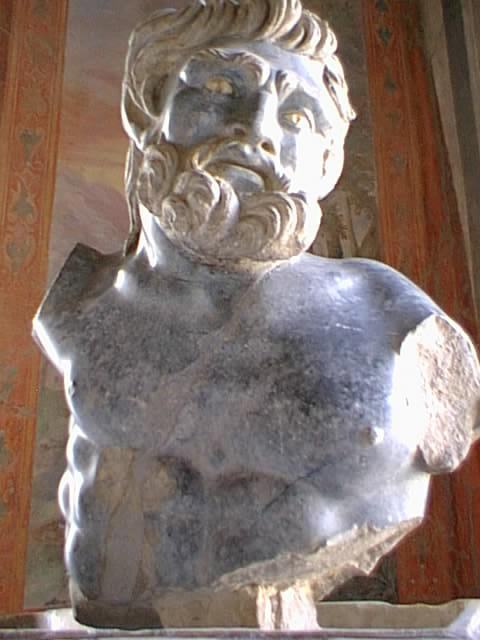
Il satiro drammatico
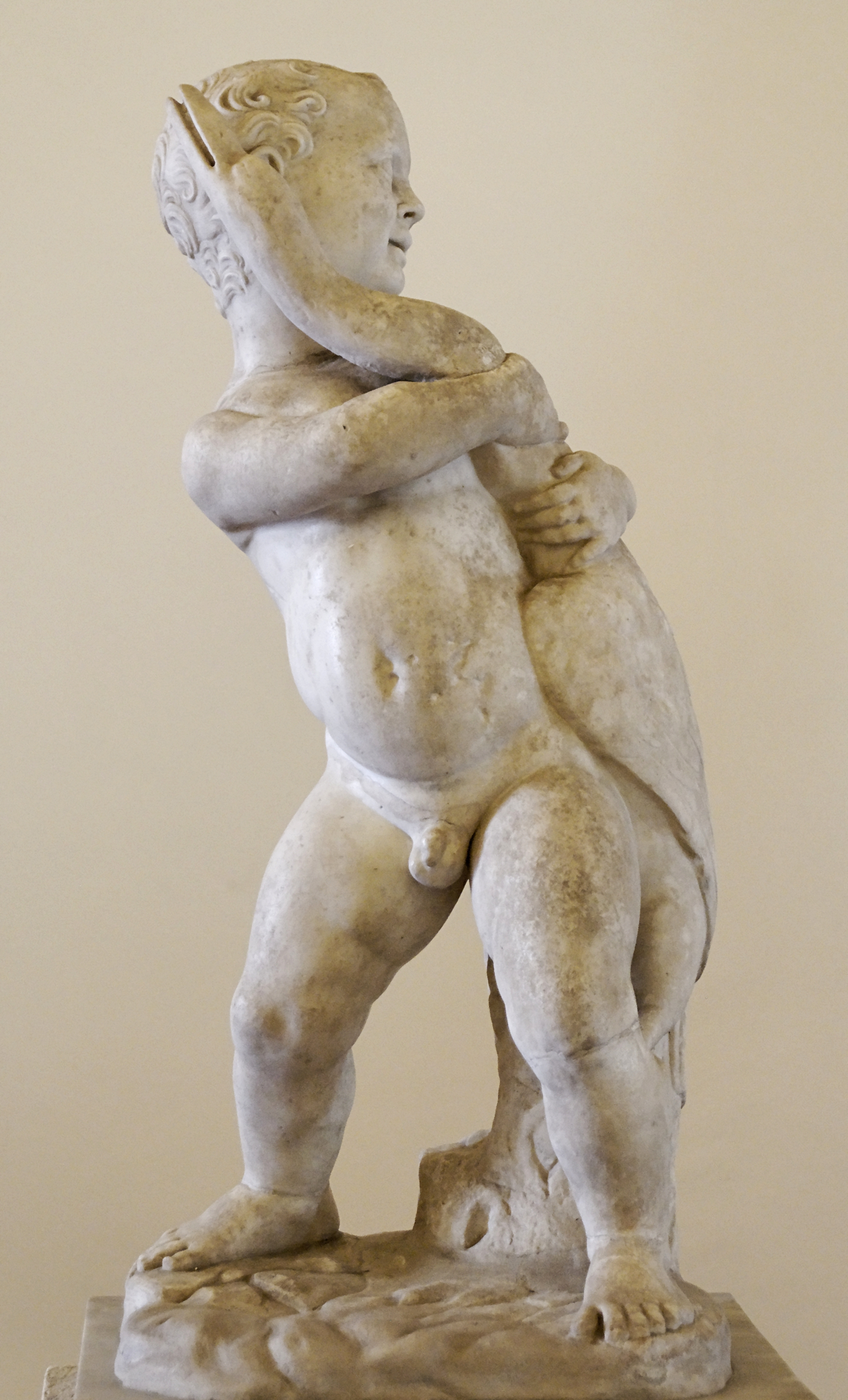
Боет, Хлопчик з гускою
Il Galata suicida
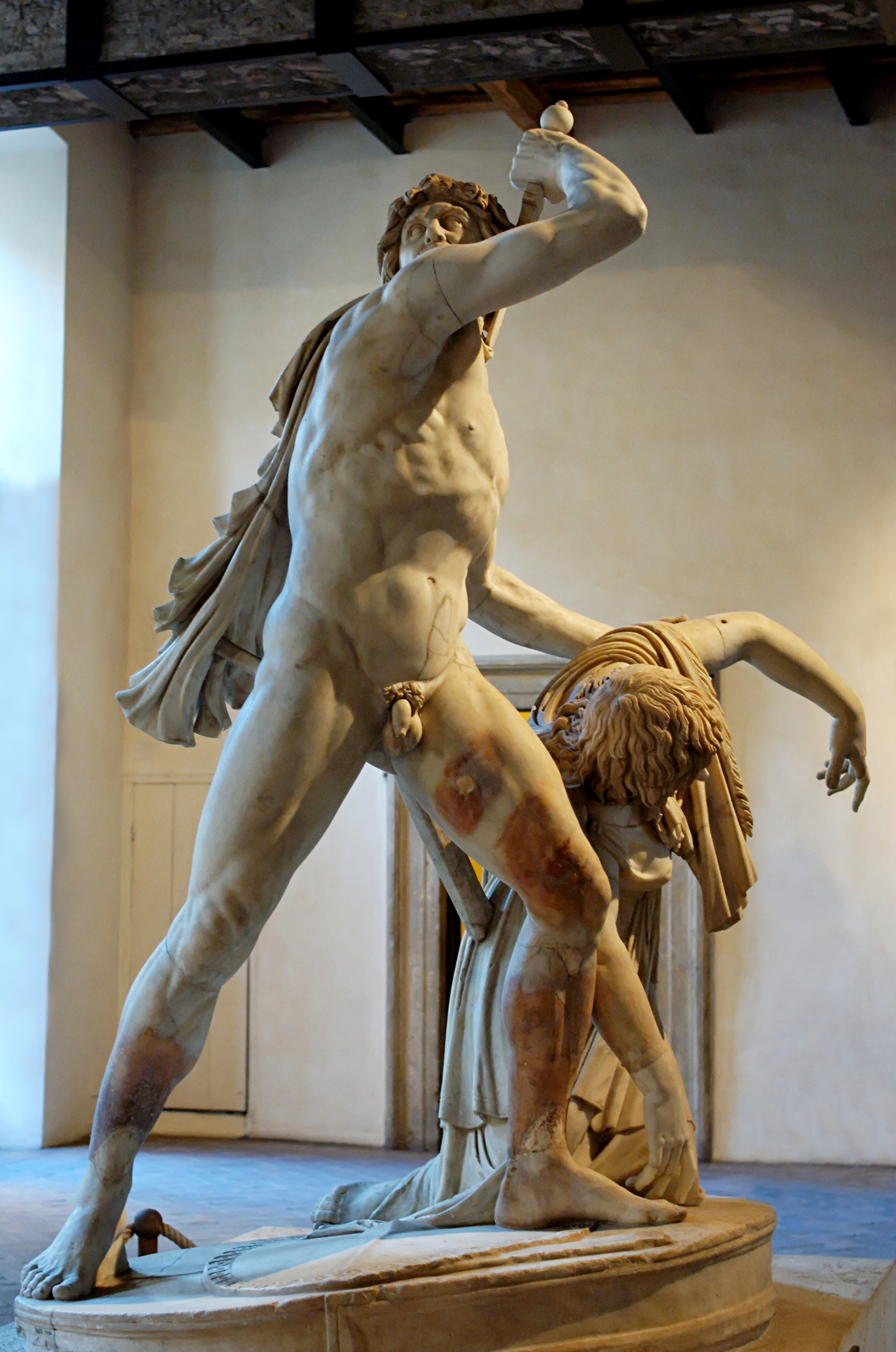
Il Galata suicida
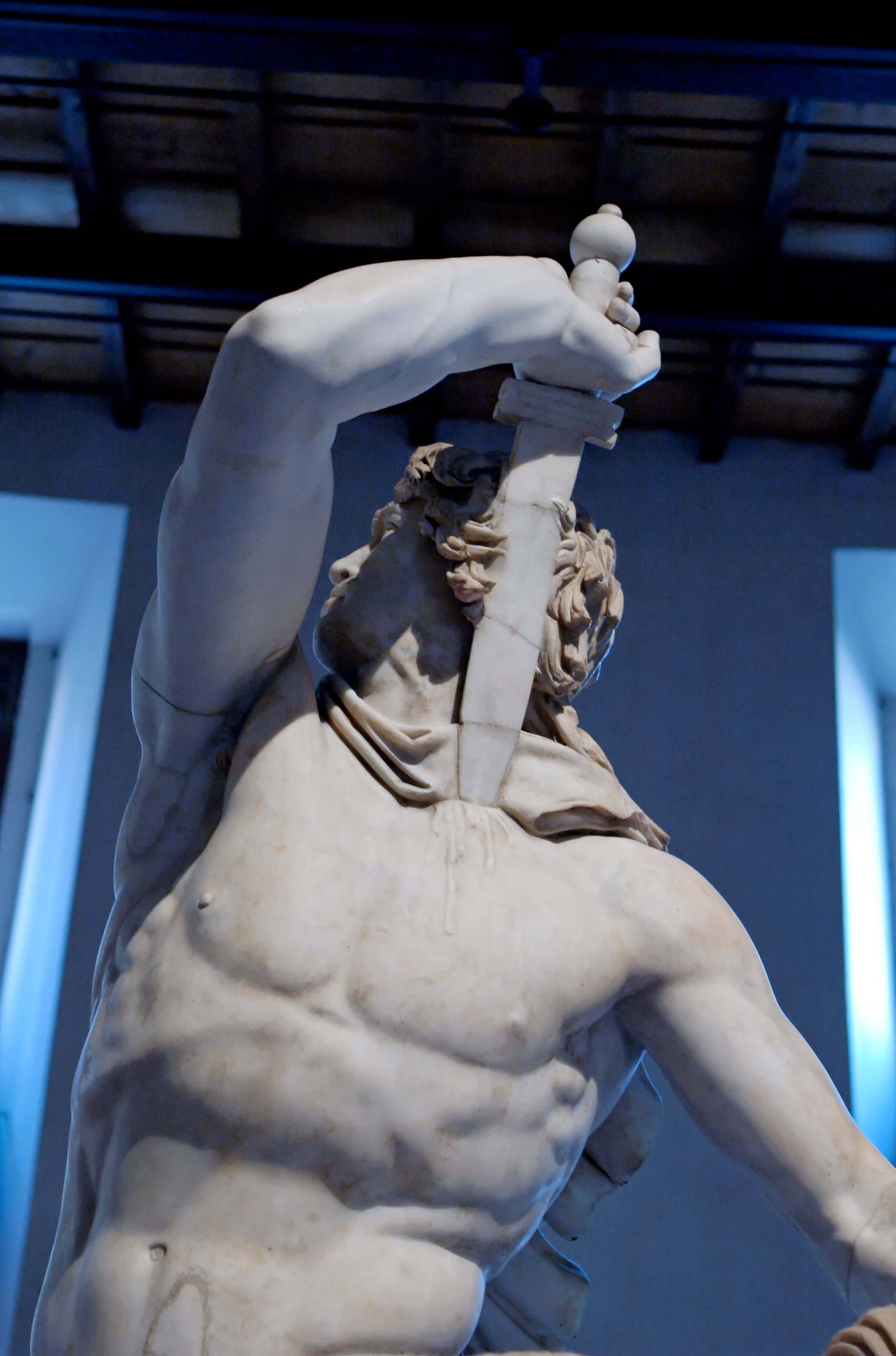
Il Galata suicida (dettaglio)
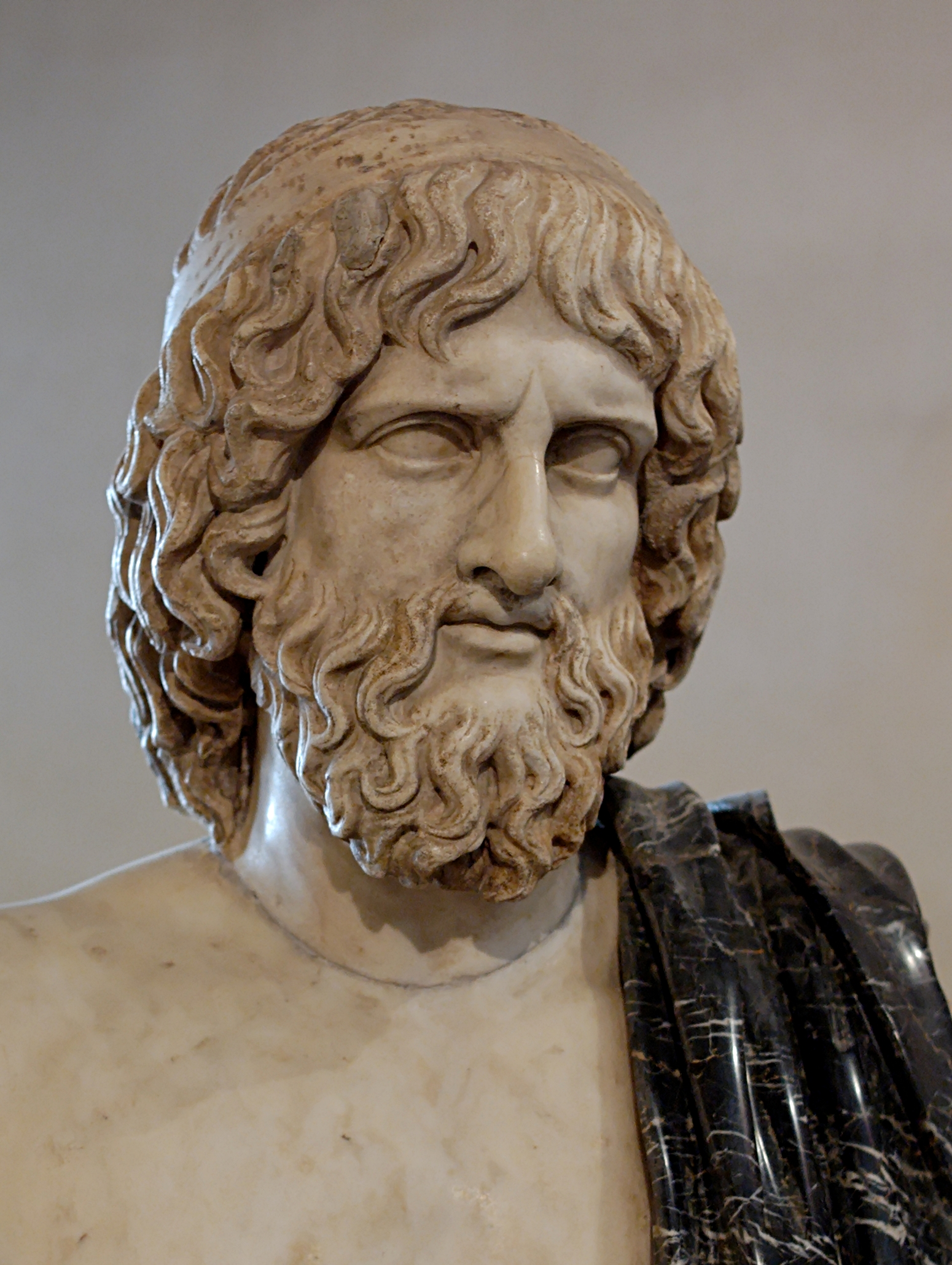
Ade
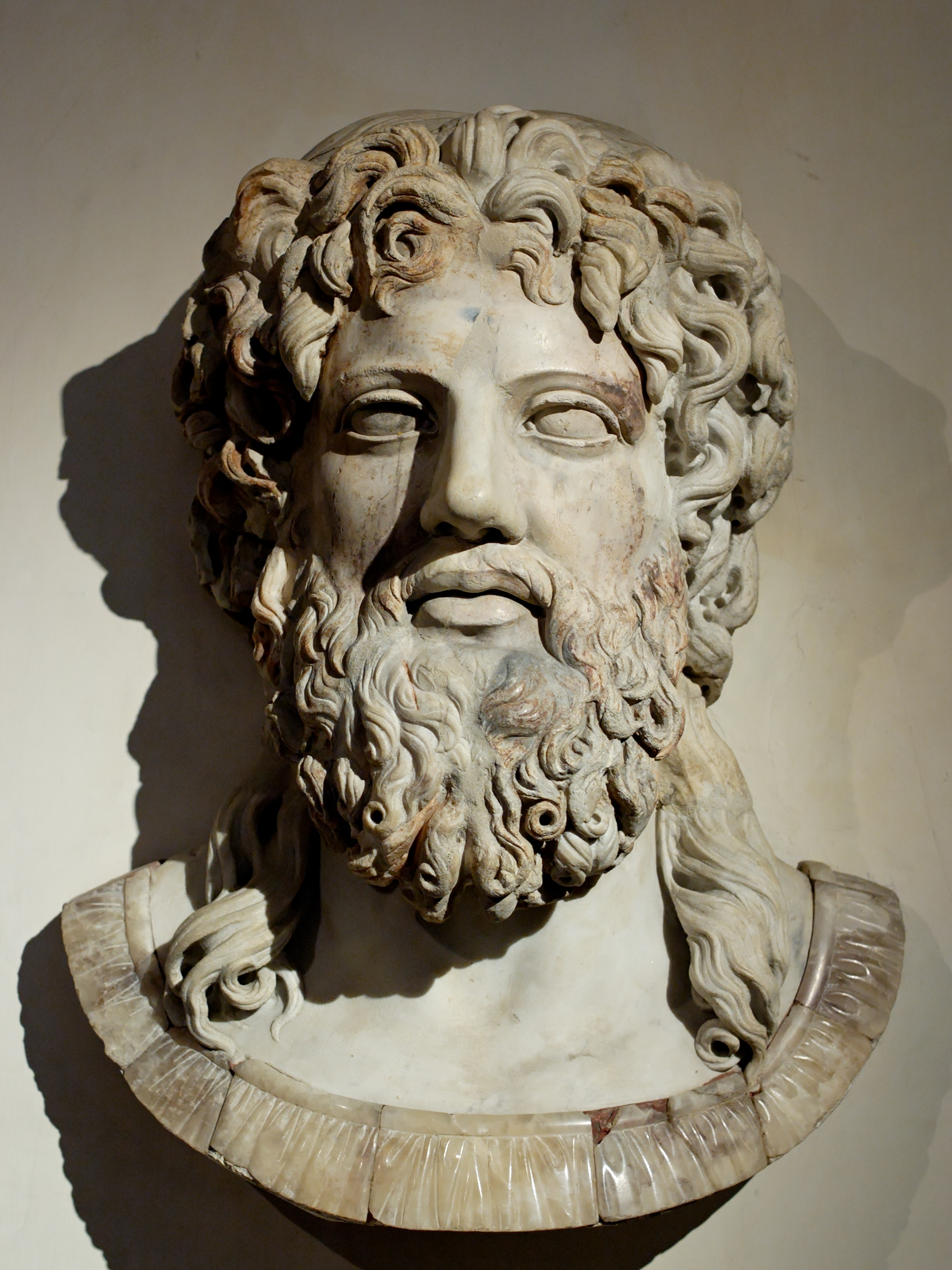
Зевс
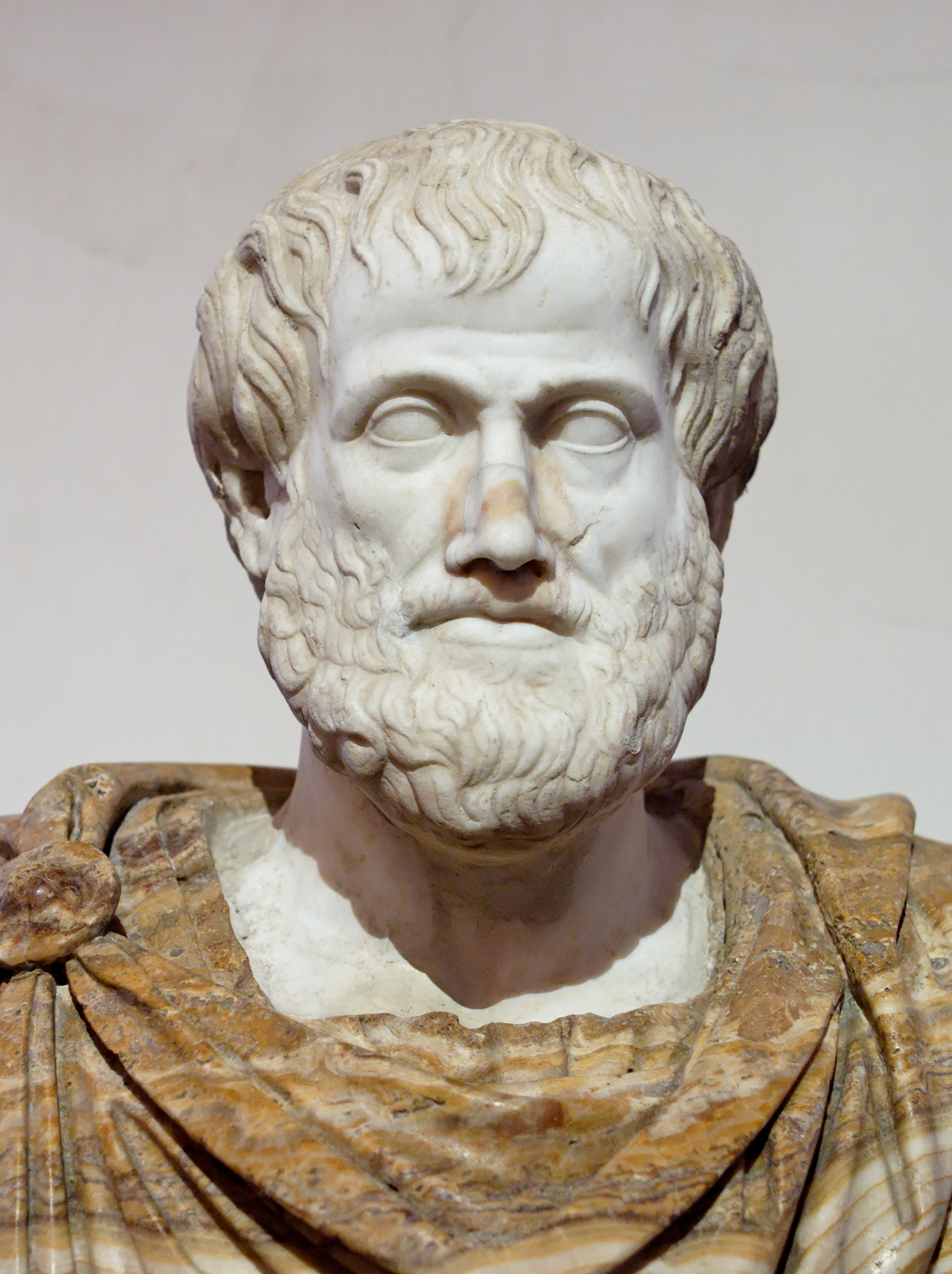
Аристотель
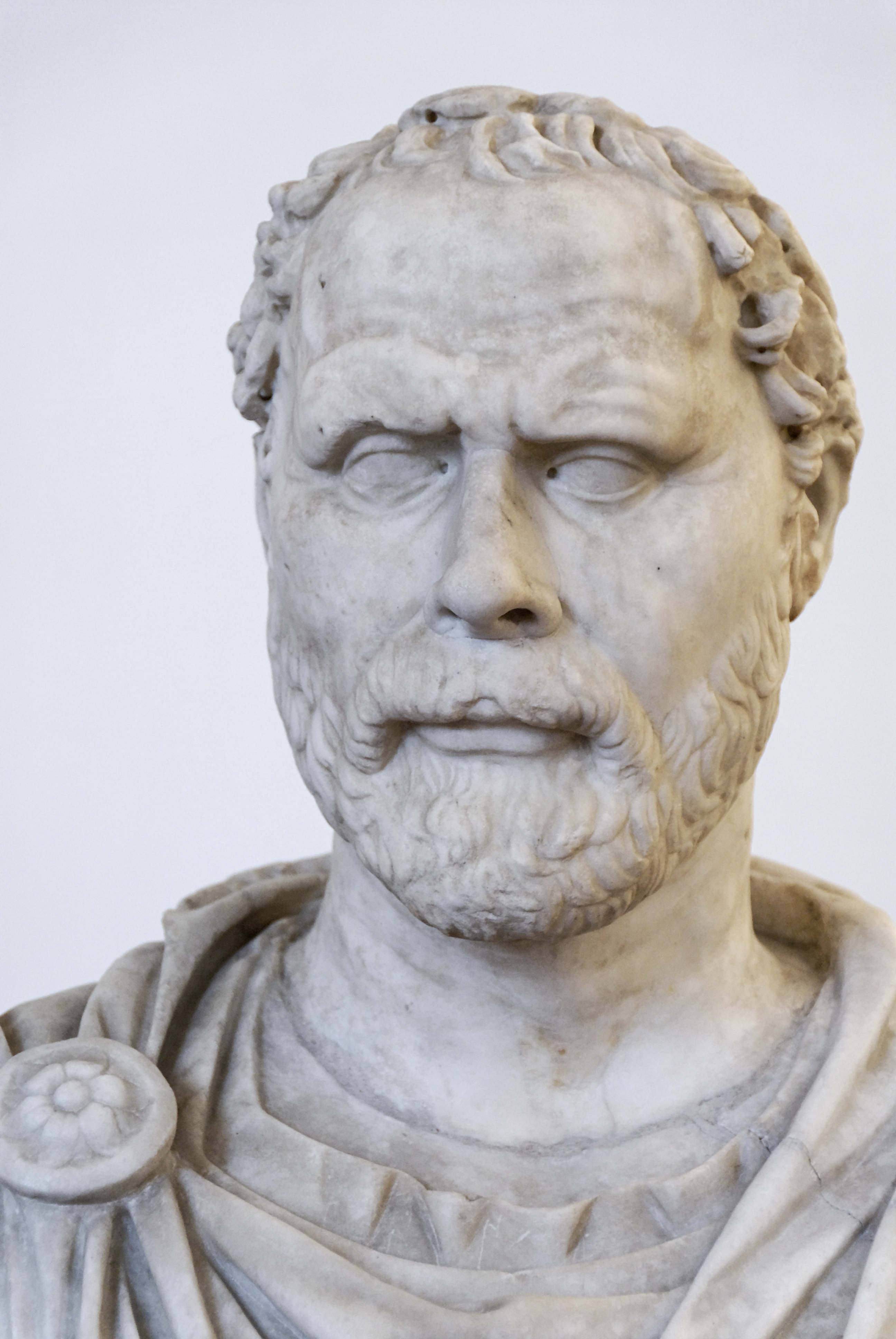
Демосфен
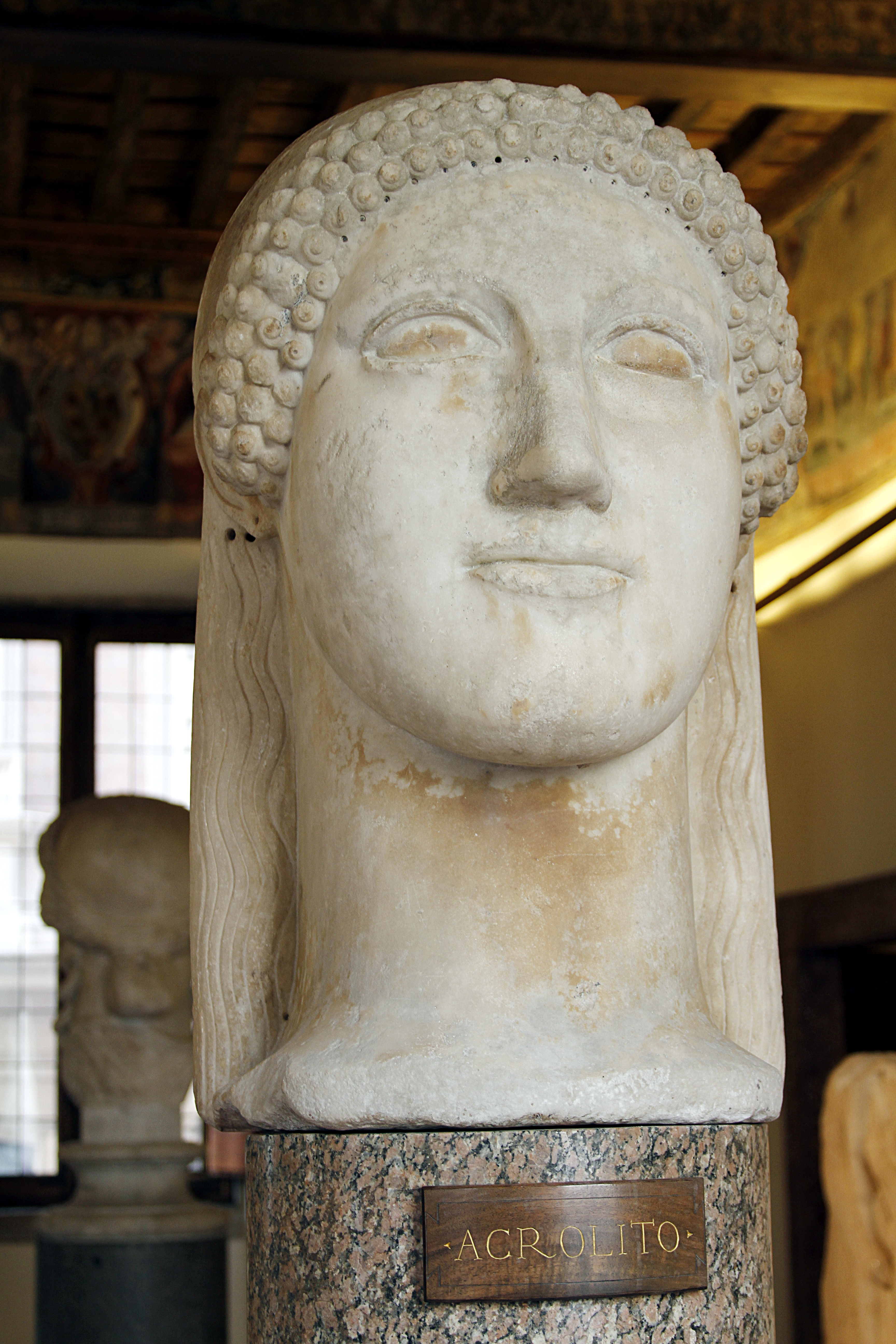
Акроліт Людовізі